# Sikorsky S-61
Il Sikorsky S-61 (designazione militare USA SH-3 Sea King) è un elicottero biturbina antisommergibile e di ricerca e soccorso dotato di rotore a cinque pale.
Progettato dalla statunitense Sikorsky Aircraft Corporation alla fine degli anni cinquanta del XX secolo, fu in dotazione alla Marina degli Stati Uniti ed è tuttora impiegato dalle forze armate di diversi Paesi.
La costruzione avvenne su licenza in Italia e Giappone, a loro volta Paesi esportatori di tale velivolo, mentre nel Regno Unito ne fu costruita una versione nota come Westland Sea King. Le principali versioni civili furono l'S-61L e l'S-61N, utilizzati per collegamenti aeroportuali o collegamenti offshore con piattaforme petrolifere. Complessivamente ne furono prodotti oltre 1 300 esemplari.
Il Sikorsky S-61 deriva dal precedente Sikorsky S-62 monoturbina, di cui costituisce un'evoluzione, presentando rispetto a quest'ultimo l'allungamento della fusoliera, l'adozione di due turbine in luogo di una e l'utilizzo di un rotore pentapala al posto dell'originario tripala o quadripala. Mentre il modello S-62 fu largamente utilizzato dalla guardia costiera statunitense come HH-52, il modello S-61 era nato per soddisfare esigenze specifiche nella lotta anti-sommergibili, nel campo della ricerca di superficie e della lotta anti-nave, missioni che richiedevano un mezzo dotato di una lunga autonomia e di maggiore capacità di carico per incrementare le dotazioni elettroniche destinate alla scoperta di obiettivi navali e subacquei.

## Sviluppo
Il 24 dicembre 1957 l'U.S. Navy commissionò alla Sikorsky il progetto di un nuovo elicottero imbarcato anfibio da impiegare in missioni antisommergibile per sostituire il Sikorsky HSS-1 Seabat. Il nuovo elicottero avrebbe dovuto essere in grado sia di localizzare che di attaccare i sommergibili, mentre i Seabat agivano in coppia.
La Sikorsky stava contemporaneamente lavorando al progetto S-62, un elicottero monomotore a turbina con gli stessi rotore, rotore anticoppia e trasmissione del Seabat, entrato poi in servizio nell'United States Coast Guard in circa un centinaio di esemplari come elicottero da ricerca e soccorso e denominato HH-52A.
Il primo prototipo XHSS-2 (147137) compì il primo volo l'11 marzo 1959 dallo stabilimento Sikorsky di Stratford in Connecticut.
Nel febbraio 1961 l'XHSS-2 venne inviato alla base aeronavale di Patuxent River in Maryland per le prove di valutazione da parte dell'U.S. Navy, che lo ridefinì YHSS-2.
La prima versione denominata HSS-2 entrò in servizio nel giugno 1961.
Con il nuovo sistema di designazione già usato dall'USAF ed imposto alle altre forze armate nel 1962 gli HSS-2 vennero risiglati SH-3A.
Gli SH-3A vennero impiegati oltre che in missioni antisommergibile anche per ricerca e soccorso, trasporto, sorveglianza ed attacco antinave.
Gli S-61/H-3 oltre che dalla Sikorsky sono stati prodotti anche dalla Westland nel Regno Unito, dalla United Aircraft of Canada, dall'Agusta in Italia e dalla Mitsubishi in Giappone.
La Sikorsky sviluppò dal Sea King un elicottero da trasporto con rampa di carico posteriore denominato S-61R, entrato poi in servizio nell'USAF come CH-3C e da cui derivarono altre versioni da trasporto e ricerca e soccorso prodotte anche su licenza dall'Agusta in Italia.

## Tecnica

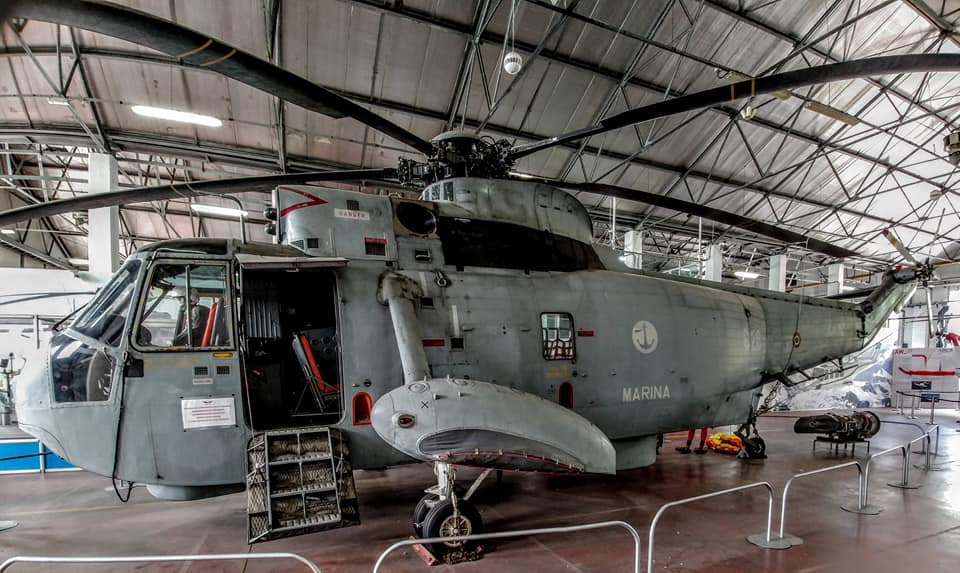
Un SH 3D della Marina Militare esposto al Parco e Museo di Volandia.

L'SH-3A era un elicottero bimotore a turbina progettato per l'impiego imbarcato su portaerei o navi più piccole.
La fusoliera era a forma di scafo per facilitare la stabilità in acqua.
Il rotore era a cinque pale pieghevoli tramite un sistema idraulico per ridurre l'ingombro a bordo della navi.
Il rotore anticoppia era a cinque pale.
La coda era pieghevole contro il lato destro della fusoliera per ridurre l'ingombro a bordo della navi.
Il carrello era retrattile con carrelli principali a ruota doppia rientranti parzialmente in carenature ai lati della fusoliera e ruotino posteriore a ruota singola fisso al termine della parte inferiore a scafo della fusoliera inferiore. Le carenature del carrello principale erano collegate alla fusoliera tramite supporti a tubo.
L'SH-3A era anfibio per cui poteva ammarare grazie ai suoi carrelli principali galleggianti, dotati anche di gonfiabili di emergenza nelle carenature del carrello (per ammaraggi in caso di avaria/rovesciamento in acqua).
I motori dell'SH-3A erano due turbine General Electric T58-GE-6 da 1050 shp sopra la fusoliera.
L'avionica dell'SH-3A comprendeva oltre ad un radar doppler un radar altimetro collegato ad un sistema di stabilizzazione automatica Hamilton-Standard per facilitare il volo stazionario (hover)
La cabina era a quattro posti, pilota e copilota affiancati e dietro due operatori ai sensori ed armamento.
Per le missioni di ricerca e soccorso il Sea King poteva trasportare ventidue persone o nove barelle più due assistenti medici, per le missioni di trasporto truppe poteva trasportare ventotto soldati.

## Armamento
Il Sea King SH-3A era dotato di quattro attacchi ventrali per carico bellico costituito da quattro siluri Mk46 o bombe di profondità. Poteva portare anche armi nucleari come la bomba nucleare Mk57 da 232 kg o la bomba di profondità nucleare Mk101 da 545 kg.
Per protezione delle navi dagli attacchi missilistici il Sea King poteva essere equipaggiato con un grosso lanciatore di chaff.
Per le missioni antisommergibile il Sea King era dotato di sonar ad immersione Bendix AQS-10 o AQS-13 posto al centro della fusoliera, boe sonar attive e passive nella carenatura del carrello sinistro e rilevatore d'anomalia magnetica nella carenatura del carrello destro.
Alcuni utilizzatori hanno in seguito modificato i propri Sea King in modo da installare agli attacchi anteriori missili antinave come i Bae Sea Eagle o gli Exocet.

## Versioni

### Produzione Sikorsky– versioni militari

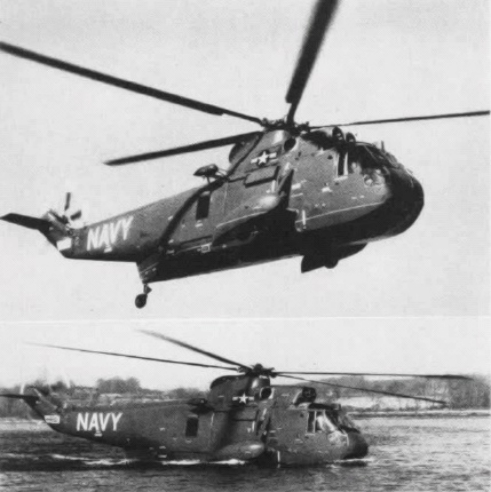
Il prototipo del Sikorsky YHSS-2 Sea King BuNo 147137 che effettuò il primo volo l'11 marzo 1959.

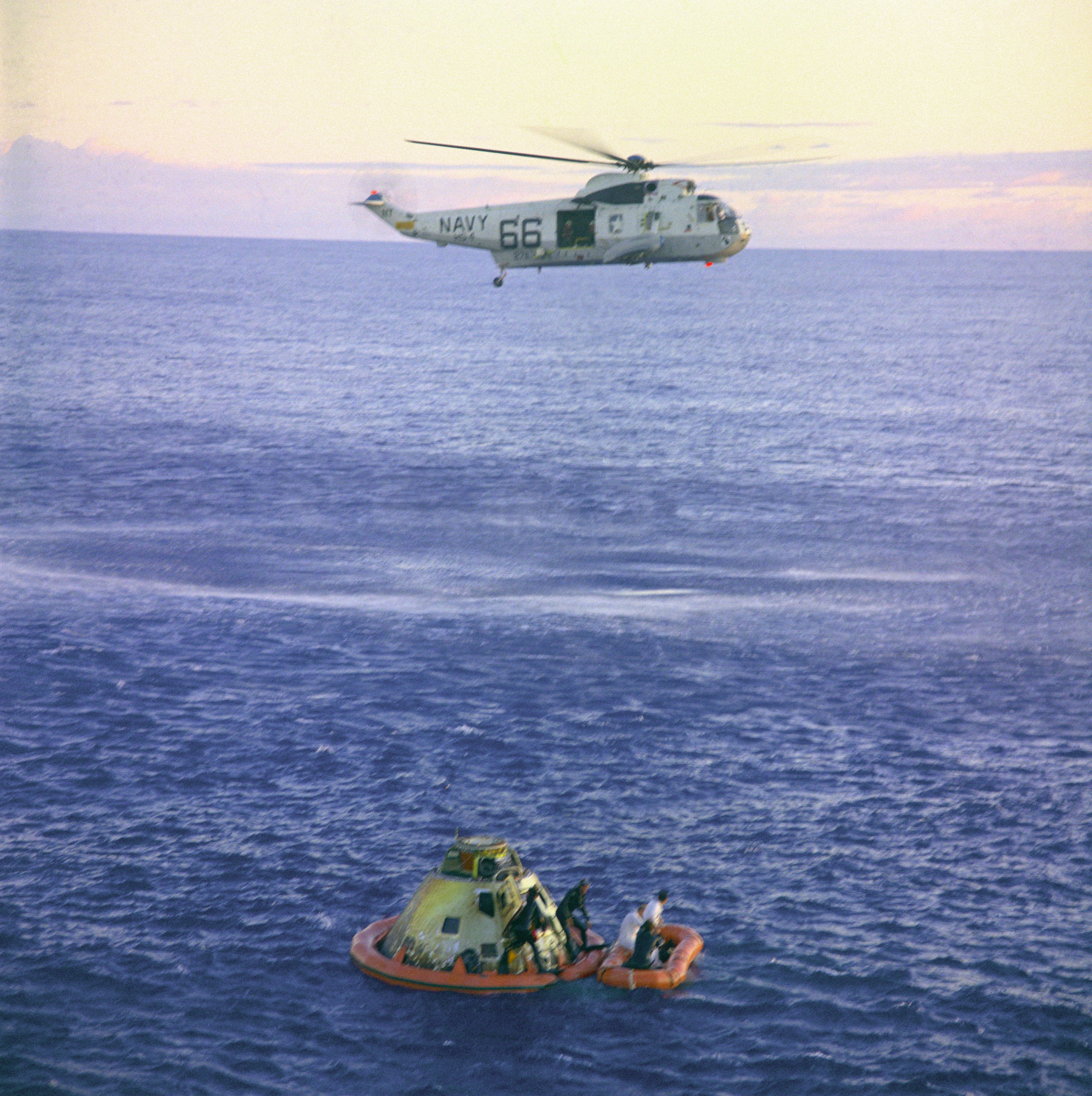
SH-3D recupera l'equipaggio dell'Apollo 10 il 29 maggio 1969

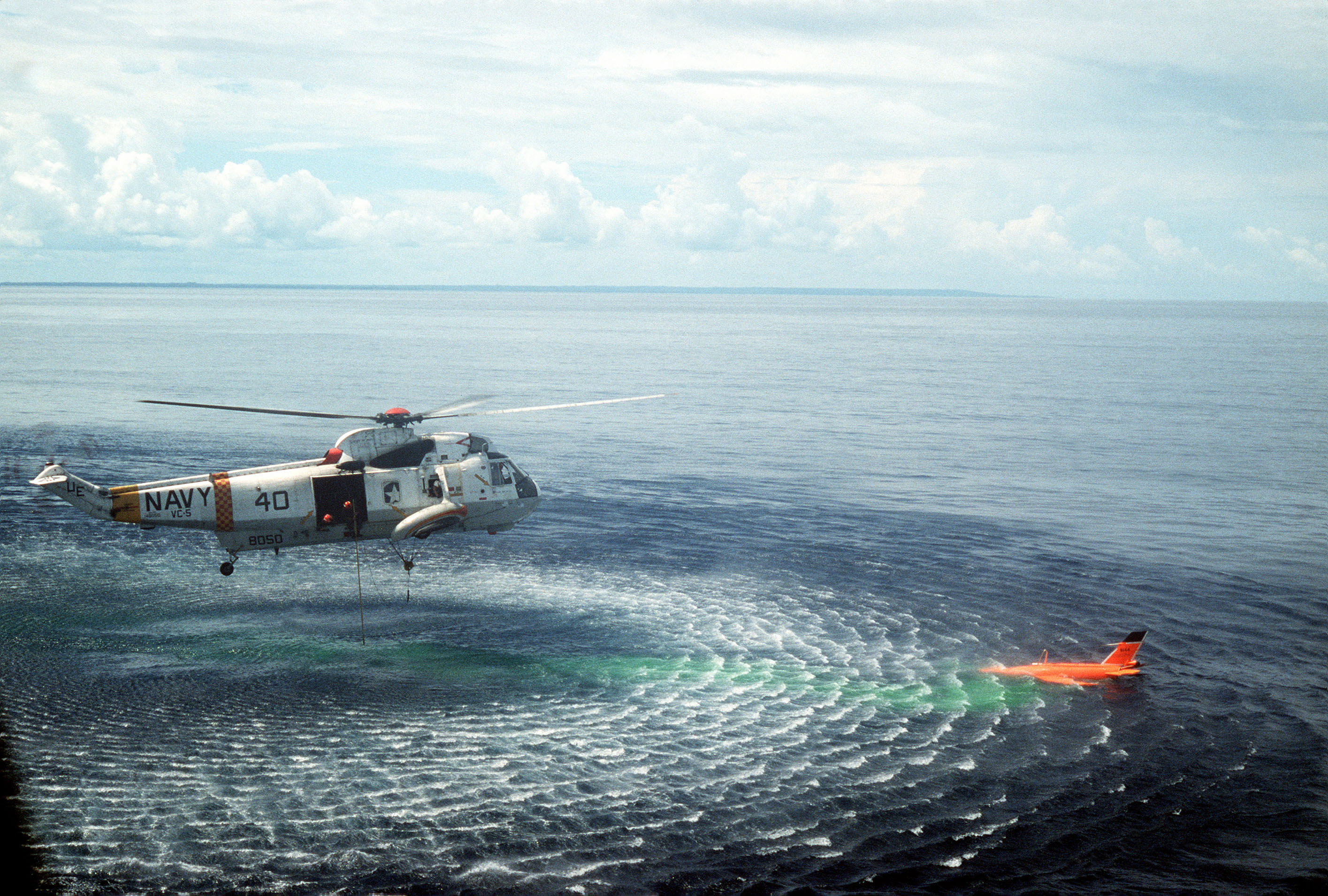
SH-3G recupera un drone bersaglio BQM-34-S Firebee

XHSS-2Unico prototipo dell'H-3 Sea King. I motori erano due turbine General Electric T58-GE-6 da 1050 shp. Il peso a vuoto era di 4432 kg, massimo al decollo di 12031 kg. La capacità di carburante interna era di 2427 litri. L'XHSS-2 aveva una velocità massima di 267 km/h ed una velocità di crociera di 214 km/h. Il raggio d'azione era di 869 km. La quota massima operativa era di 4480 m. Le dimensioni erano: Lunghezza 16,7 m Diametro rotore 19 m Superficie del disco del rotore: 280 m² Altezza 5,13 m
YHSS-2Sette prototipi usati per prove nel programma di sviluppo finanziato dall'U.S. Navy.
HSS-2/SH-3A (S-61)Prima versione di serie antisommergibile per l'U.S. Navy con motori General Electric T58-GE-8B da 1250 shp. I primi venti elicotteri prodotti avevano ancora motori T58-GE-6, in seguito vennero rimotorizzati. In configurazione per le missioni antisommergibile aveva un peso a vuoto di 5008 kg e massimo al decollo di 8671 kg. La velocità massima era di 256 km/h, quella di crociera di 233 km/h. Vennero costruiti in tutto 245 elicotteri di questa versione. Con il nuovo sistema di designazione già usato dall'USAF ed imposto alle altre forze armate nel 1962, gli HSS-2 vennero risiglati SH-3A.

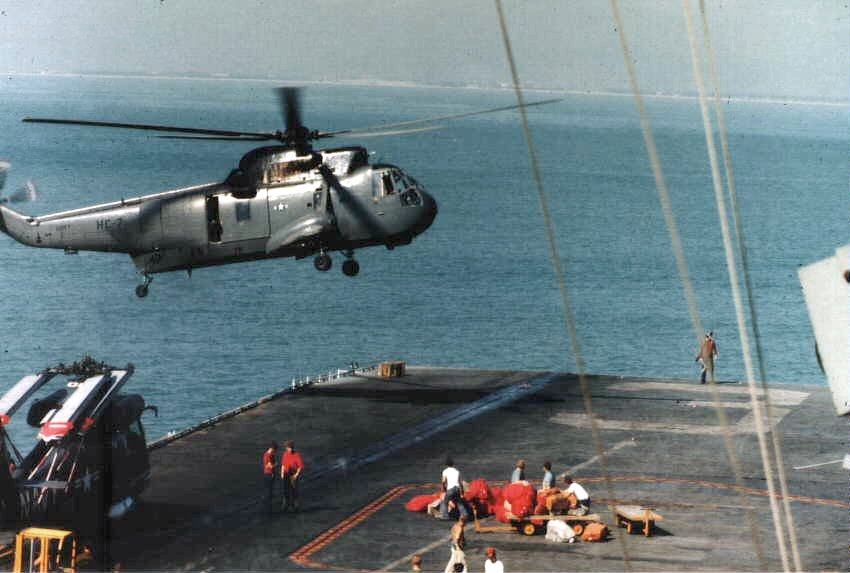
Un HH-3A utilizzato per il salvataggio in mare durante la guerra del Vietnam negli anni sessanta.

HH-3ADodici SH-3A convertiti in elicotteri da ricerca e soccorso per l'U.S. Navy alla base aeronavale di Quonset Point a Rhode Island. Vennero eliminati tutti i sistemi antisommergibile ed aggiunte blindature in lega di titanio per proteggere le trasmissioni meccaniche, il pavimento della cabina ed i sedili. Vennero inoltre aggiunti due serbatoi esterni da 662 litri montati ai lati interni delle carenature del carrello. Come armamento difensivo inizialmente vennero installate due torrette con mitragliatrici GAU/2B Minigun con 6000 colpi l'una agli attacchi posteriori della fusoliera inferiore. Queste armi spostavano eccessivamente all'indietro il baricentro dell'elicottero causando problemi di stabilità, vennero quindi abolite e sostituite da due GAU/2B Minigun brandeggiabili sparanti una dal portellone di carico sul lato destro della fusoliera e l'altra dal portello d'accesso sul lato sinistro.

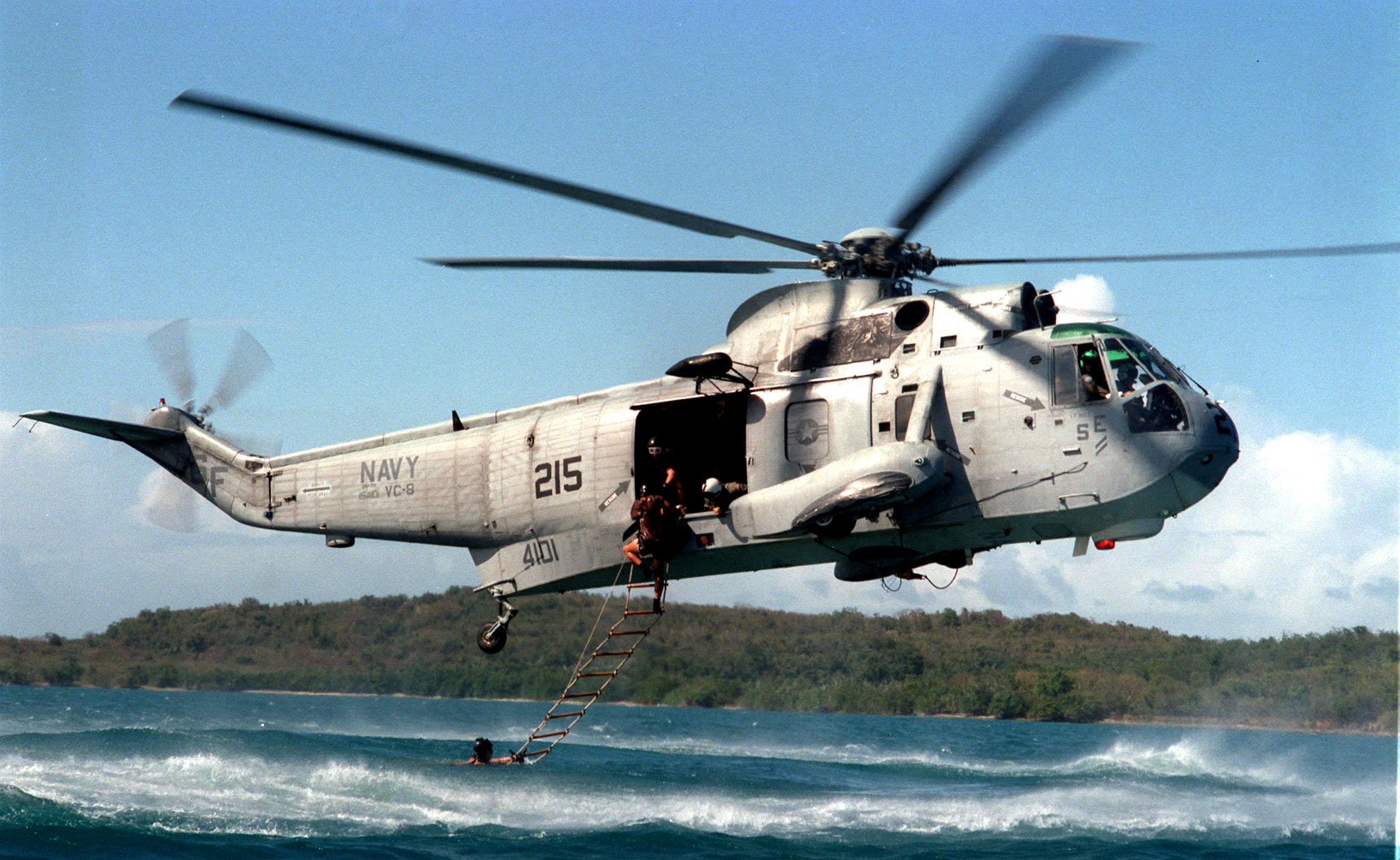
SH-3H della U.S. Navy recupera artificieri della Explosive Ordnance Disposal nel 17 marzo 1997

CH-3A/CH-3B (S-61A)Tre SH-3A (149009, 149011 e 149012) convertiti in elicotteri da trasporto per l'USAF denominati S-61A dalla Sikorsky. I CH-3A vennero poi risiglati CH-3B dall'USAF (62-12571/3). Nel 1962 l'USAF ordinò altri tre CH-3B per il rifornimento delle stazioni radar al largo nell'Atlantico (62-12574/6). I motori erano due turbine General Electric T58-GE-10 da 1400 shp. Il peso a vuoto era di 4432 kg, massimo al decollo di 9080 kg. La capacità di carico era di 26 soldati o 15 barelle o 3632 kg di carico. Otto CH-3B con carenature carrello come l'S-61N vennero prodotti per l'aeronautica militare danese (Kongelige Danske Flyvevaabnet) che mantenne la denominazione S-61A della Sikorsky.
NH-3A(S-61F)Un SH-3A (148033) convertito in elicottero sperimentale con ali di apertura di 9,75 m, piani stabilizzatori in coda, carrello retrattile e due turboreattori Pratt & Whitney J60-P-2 da 13362 kg di spinta. Il primo NH-3A compì il primo volo il 21 luglio 1965, lo stesso mese con un nuovo rotore a sei pale stabilì un primato di velocità di 389 km/h.
RH-3ANove SH-3A modificati per missioni di ricerca mine marine per l'U.S. Navy a partire dal 1964 tramite la rimozione dei sistemi antisommergibile. Erano riconoscibili dalla presenza di un secondo portello sul lato sinistro della fusoliera e di una coppia d'oblò semisferici, uno su ogni lato. Tre elicotteri vennero assegnati alla flotta dell'Atlantico, tre alla flotta del Pacifico e gli altri tre impiegati per prove.

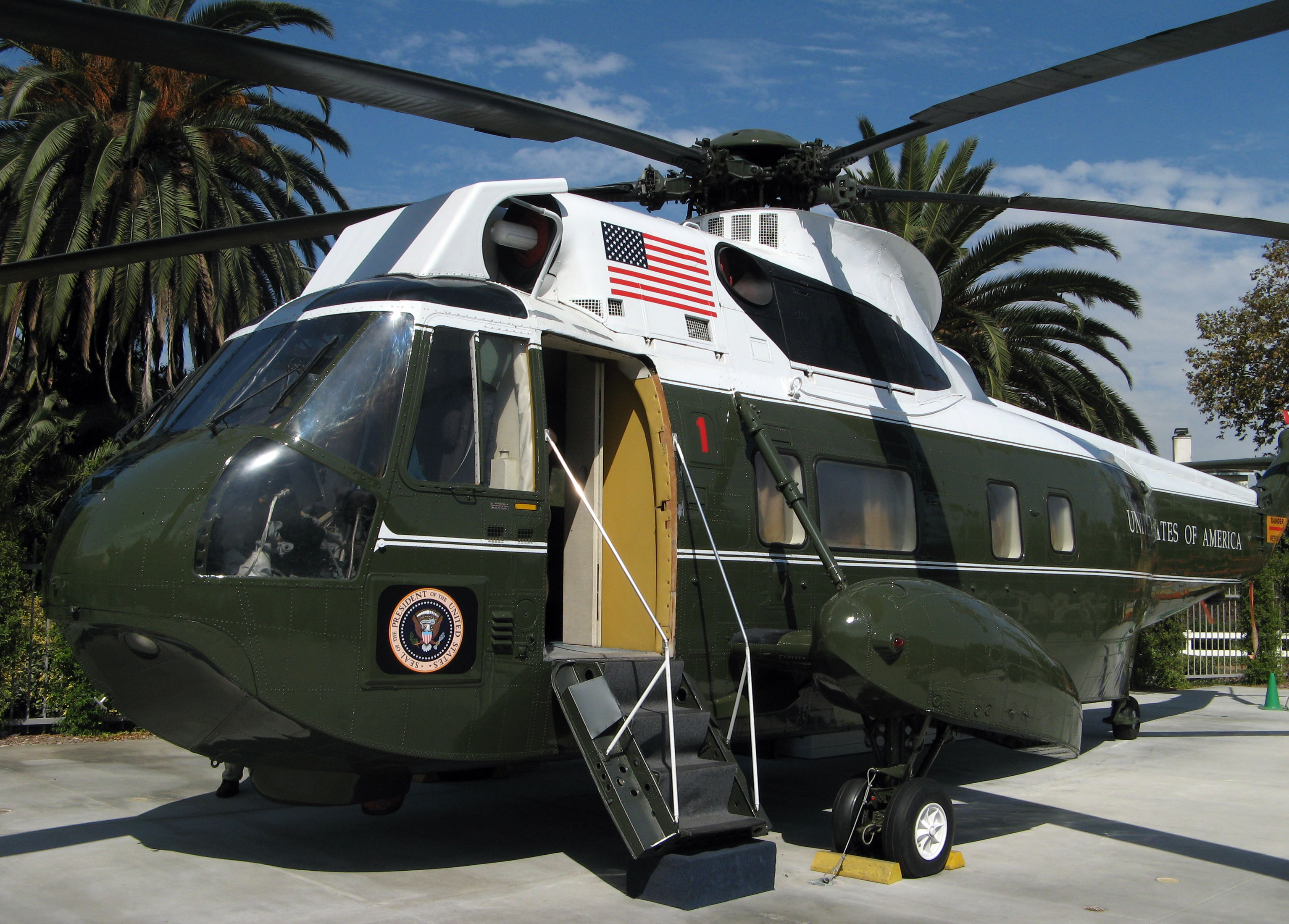
VH-3A utilizzato dai Presidenti degli Stati Uniti dal 1961 al 1976, ora in mostra presso il museo Nixon

VH-3AVersione trasporto VIP per l'USMC impiegata anche elicottero presidenziale. Otto elicotteri costruiti, inoltre un YHSS-2 ed un SH-3A danneggiati vennero riparati e convertiti in questa versione. I VH-3A erano dotati di un generatore ausiliario (Auxiliary Power Plant) montato sulla carenatura del carrello destro. Nei primi anni settanta venne aggiunto uno schermo per proteggere le prese d'aria dei motori dall'ingestione di ghiaccio e FOD. Il presidente Richard Nixon regalò un VH-3A al presidente egiziano Anhwar Sadat.
CH-3C (S-61R)Versione con fusoliera riprogettata con rampa di carico posteriore ad azionamento idraulico, completamente anfibio e dotato di carrelli principali a ruota doppia rientranti in carenature ai lati della fusoliera e carrello anteriore a ruota doppia parzialmente retrattile nel muso. A differenza delle versioni precedenti, le carenature del carrello principale erano raccordate aerodinamicamente con la fusoliera. Il rotore era a pale non pieghevoli ma pressurizzate per rilevare la presenza di cricche meccaniche misurando la pressione interna. Il CH-3C era dotato di un Auxiliary Power Unit (APU) cioè di una piccola turbina ausiliaria per l'avviamento dei motori e la generazione di potenza elettrica ed idraulica a terra con motori spenti. La fusoliera è molto simile a quella dei successivi elicotteri Sikorsky CH-53 Sea Stallion ed S-92 Superhawk.
Le dimensioni erano: Lunghezza 22,3 m Diametro rotore 18,9 m Altezza 5,51 m. I motori erano due turbine General Electric T58-1 da 1250 shp. Il peso a vuoto era di 5418 kg, massimo al decollo di 9988 kg. La capacità di carburante interna era di 2419 litri. La velocità massima era di 265 km/h, quella di crociera di 248 km/h. La quota massima operativa era di 3353 m ed il raggio d'azione di 800 km. La capacità di carico era di 25 soldati o 3435 kg di carico, oppure 3632 kg appesi al gancio baricentrico. Nel 1958 la Sikorsky iniziò il progetto dell'S-61R di propria iniziativa per proporlo all'USMC come sostituto del UH-34 Seahorse, ma l'USMC scelse il Boeing CH-46 Sea Knight. Durante lo sviluppo l'USAF ordinò l'S61-R come elicottero da trasporto e ricerca e soccorso con la denominazione CH-3C. Il primo S-61R volò il 17 giugno 1963, il primo CH-3C venne consegnato all'USAF il 30 dicembre 1963 sulla base di Tyndall. Nel 1965 un CH-3C venne modificato con una sonda di rifornimento in volo fissa al centro del muso ed usato per alcune prove di rifornimento da un KC-130F dell'USMC. La sonda rivelò alcuni problemi di stabilità, venne quindi sostituita con una semiretrattile sul lato destro del muso, soluzione poi adottata sull'HH-3E.
Vennero costruiti 75 elicotteri di questa versione.
JCH-3CUn CH-3C (62-12581) usato dalla Aeronautical System Division sulla base di Wright-Patterson in Ohio per provare diversi equipaggiamenti e sistemi poi introdotti sui CH-3E e HH-3E.
HH-3CVersione derivata dal CH-3C ottimizzata per le missioni di ricerca e soccorso in territorio nemico (Combat Search And Rescue, CSAR). L'HH-3C era dotato di blindatura, serbatoi autosigillanti e serbatoi esterni da 756 litri sulle carenature del carrello. L'HH-3C era armato con tre mitragliatrici M-60 brandeggiabili, una sparante dal portellone di carico sul lato destro della fusoliera, una dal portello d'accesso sul lato sinistro ed una all'interno dal portellone posteriore lasciato semiaperto in volo.
Dodici CH-3C vennero convertiti in HH-3C.
HSS-2A/SH-3D (S-61B)Seconda versione di serie antisommergibile per l'U.S. Navy e la marina iraniana.
I motori erano due turbine General Electric T58-GE-10 da 1400 shp. La capacità di carburante interna era di 2956 litri. L'SH-3D aveva un peso a vuoto di 5382 kg, operativo in configurazione per le missioni antisommergibile di 8449 kg e massimo al decollo di 10000 kg. Il raggio d'azione era di 1000 km. L'SH-3D può portare solo due siluri ma lanciabili in volo stazionario. Lo stabilizzatore di coda è stato ingrandito.
L'avionica per le missioni antisommergibile è costituita da:
sonar ad immersione Bendix AQS-13; radar doppler Ryan Ap-130 collegato al radar altimetro per stabilizzare il volo stazionario; rivelatore d'anomalia magnetica Texas Instrument AQR-81 (V) con sonda trainata nella carenatura del carrello destro.
73 elicotteri costruiti più due conversioni da SH-3A (148998 e 151544).
Con il nuovo sistema di designazione già usato dall'USAF ed imposto alle altre forze armate nel 1962 gli HSS-2A vennero risiglati SH-3D. Esistevano di fatto due versioni, una antisommergibile e l'altra da trasporto e ricerca e soccorso priva dei sistemi dedicati alle missioni antisommergibile.
La Sikorsky produsse inoltre altri S-61B per l'esportazione:
22 elicotteri costruiti per la marina spagnola in due lotti rispettivamente di sei e sedici elicotteri e denominati S-61B dalla Sikorsky;
12 elicotteri costruiti per la marina brasiliana e denominati S-61D-3 dalla Sikorsky;
25 elicotteri costruiti per la marina argentina e denominati S-61D-4 dalla Sikorsky.
VH-3DVersione trasporto VIP per l'USMC impiegata anche elicottero presidenziale.
Undici elicotteri costruiti, i primi sono entrati in servizio nel 1976. Successivamente sono stati modificati con uno schermo per proteggere le prese d'aria dei motori dall'ingestione di ghiaccio e FOD. Negli anni novanta sono stati aggiornati nell'avionica con l'introduzione di un ricevitore GPS.

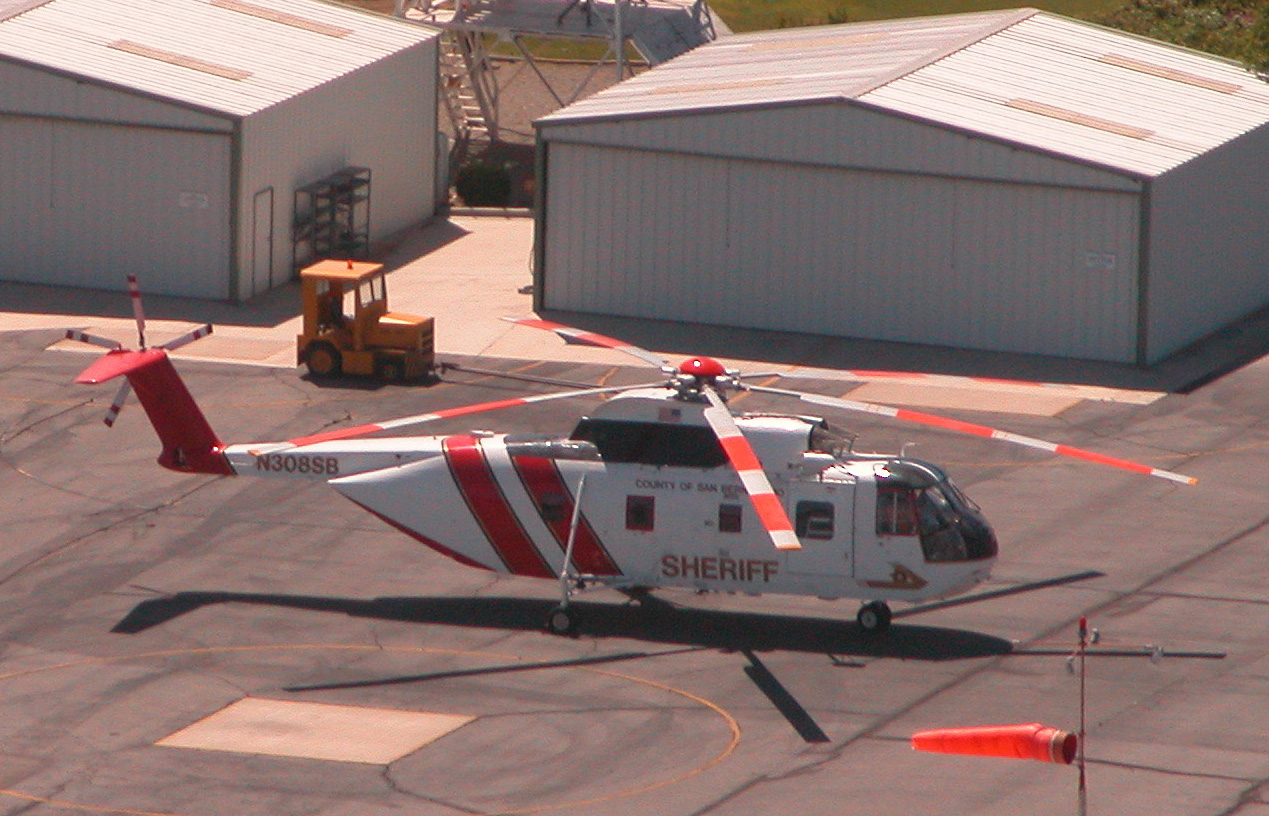
CH-3E (S-61R)

CH-3EVersione migliorata del CH-3C con motori T58-GE-5 da 1500 shp.
Il primo CH-3E volò nel 1965. I CH-3E vennero impiegato dall'USAF come elicotteri da trasporto e ricerca e soccorso. Un CH-3E (66-13278) venne ceduto all'U.S. Navy ed impiegato alla base di Point Mogu in California per il recupero dei droni bersaglio.
45 elicotteri costruiti.
HH-3E Jolly Green GiantVersione derivata dal CH-3E ottimizzata per le missioni di ricerca e soccorso in territorio nemico (Combat Search And Rescue, CSAR).
I motori erano due turbine General Electric T58-GE-5 da 1 500 shp. L'HH-3E era dotato di blindatura in titanio, serbatoi autosigillanti con capacità di carburante interna di 2585 litri, due serbatoi esterni sganciabili da 756 litri alle carenature del carrello e sonda di rifornimento in volo semiretrattile sul lato destro del muso. L'HH-3e aveva un peso a vuoto di 6 051 kg e massimo al decollo di 10 000 kg. La velocità massima era di 265 km/h. Il raggio d'azione era di 1 254 km. La quota massima operativa era di 5 334 m. L'HH-3E era dotato di un sistema Hover In flight and Refuel (HIFR) per il rifornimento di carburante restando in volo stazionario sopra una nave.
L'HH-3E era armato con tre mitragliatrici M-60 brandeggiabili, una sparante dal portellone di carico sul lato destro della fusoliera, una dal portello d'accesso sul lato sinistro ed una all'interno dal portellone posteriore lasciato semiaperto in volo.
Tredici elicotteri costruiti più 26CH-3C e 37 CH-3E convertiti in questa versione.
In Vietnam venne chiamato Jolly Green Giant in riferimento alla livrea mimetica e ad un personaggio pubblicitario di una linea di verdure in scatola.
VH-3EVersione trasporto VIP per l'USMC impiegata anche come elicottero presidenziale.
HH-3F PelicanVersione derivata dall'HH-3E per le missioni di ricerca e soccorso sul mare per la US Coast Guard. È simile all'HH-3E ma priva degli equipaggiamenti tipicamente militari come blindatura, serbatoi autosigillanti, serbatoi esterni sganciabili e sonda per rifornimento in volo.
Il Pelican è dotato di un radar di ricerca APN-215 nel muso sul lato sinistro e di un sistema di navigazione LORAN C. Per le missioni di ricerca e soccorso l'equipaggio è costituito da pilota, copilota, capo equipaggio ed un aerosoccorritore con qualifica di paramedico. I motori erano due turbine General Electric T58-GE-5 da 1500 shp. La capacità di carburante interna è di 2427 litri, non può utilizzare serbatoi esterni sganciabili. Il peso massimo al decollo è di 10011 kg. La capacità di carico è di 25 persone o 15 barelle o 2270 kg di carico, può portare un carico del peso massimo di 4086 kg appeso al gancio baricentrico. Nel 1968 l'USCG ordinò nove S-61R (1430-1438). Il prototipo (1430) venne consegnato per valutazione il 20 gennaio 1969. Nel 1971 l'USCG ordinò altri 31 HH-3F (1467-1497), l'ultimo venne consegnato il 10 luglio 1973.
Due HH-3F vennero prodotti per l'aviazione argentina.
Nel 1989 cinque CH-3E vennero convertiti in HH-3F.
SH-3G105 tra SH-3A e SH-3D convertiti in elicotteri da trasporto per l'U.S. Navy. La struttura era rinforzata per aumentare la capacità di carico. Vennero eliminati i sistemi antisommergibile ed aggiunti serbatoi esterni da 662 litri all'interno delle carenature del carrello che erano più piccole per l'eliminazione degli equipaggiamenti antisommergibile.
I motori erano due turbine General Electric T58-GE-10 da 1400 shp. Gli SH-3G erano dotati di un sistema Hover In flight and Refuel (HIFR) per il rifornimento di carburante restando in volo stazionario sopra una nave. I primi sei SH-3G erano armati con due Minigun brandeggiabili, una sparante dal portellone di carico sul lato destro della fusoliera e l'altra dal portello d'accesso sul lato sinistro, poi sostituiti da mitragliatrici M-60.
SH-3H (HSS-2B)Terza versione di serie antisommergibile per l'U.S. Navy.
I motori erano due turbine General Electric T58-GE-10 da 1400 shp con uno schermo per proteggere le prese d'aria dei motori dall'ingestione di ghiaccio e FOD. Il Sea King SH-3H era dotato di quattro attacchi ventrali per carico bellico costituito da quattro siluri Mk46 o bombe di profondità. Poteva portare anche armi nucleari come la bomba nucleare Mk57 da 232 kg o la bomba di profondità nucleare Mk101 da 545 kg. All'attacco posteriore sinistro poteva essere installato un lanciatore di chaff e flare. L'SH-3H era inoltre armato con due mitragliatrici M-60 brandeggiabili, una sparante dal portellone di carico sul lato destro della fusoliera e l'altra dal portello d'accesso sul lato sinistro. L'SH-3H aveva sotto la fusoliera un radar Canadian-Marconi LN56HP per localizzare missili in missioni di sorveglianza aerea, nel 1976 venne eliminato e sostituito da altre boe sonar. La capacità di carburante interna era di 3175 litri, gli SH-3H derivati dalla conversione di SH-3G potevano portare due serbatoi esterni sganciabili da 662 litri alle carenature del carrello. Il peso a vuoto era di 5387 kg, massimo al decollo di 9534 kg. La velocità massima era di 219 km/h. La quota massima operativa era di 4267 m ed il raggio d'azione di 965 km. Con il nuovo sistema di designazione già usato dall'USAF ed imposto alle altre forze armate nel 1962 gli HSS-2 vennero risiglati SH-3A. :163 tra SH-3A e SH-3D vennero convertiti in SH-3H. I CH-3B 62-12574/5 vennero convertiti in SH-3H.
SH-3H AEWVersione da sorveglianza aerea per la marina spagnola.
UH-3HVersione da trasporto per l'U.S. Navy ottenuta per conversione degli SH-3H a partire dal 1992, a volte denominati USH-3H.
S-61A-4 NuriVersione da trasporto e ricerca e soccorso costruiti dall'Agusta per la Tentera Udara Diraja Malaysia (l'aeronautica militare malese) in grado di trasportare 31 soldati.
38 elicotteri costruiti.
S-61BVersione antisommergibile per la Japanese Maritime Self Defence Force.
S-61NRVersione da ricerca e soccorso per l'aeronautica militare argentina.

## Produzione Sikorsky– versioni civili
Sono stati prodotti complessivamente 119 elicotteri delle seguenti versioni civili.
S-61A/AHVersione civile per ricerca e soccorso impiegata in Antartide.
S-61LVersione civile del Sea King con motori General Electric GE-CT-58-110 da 1350 shp, versione civile del T58, e carrello d'atterraggio fisso ai lati della fusoliera con struttura a traliccio di tubi. L'S-61L aveva la fusoliera allungata di 1,27 m per aumentare la capacità di carico merci e passeggeri. La capacità di carico merci era di 3632 kg internamente o 4540 kg appesi al gancio baricentrico. L'equipaggio dell'S-61L era costituito da pilota, copilota ed un assistente di volo ed era in grado di trasportare 30 passeggeri. L'S-61L compì il primo volo il 2 novembre 1961. Il primo S-61L venne consegnato alla Los Angeles Airways il 1º marzo 1962. Gli S-61L vennero aggiornati allo standard Mk II con motori CT58-140 da 1500 shp per migliori prestazioni ad alte quota e temperatura e minori vibrazioni. Il 6 dicembre 1962 l'S-61L venne certificato dalla Federal Aviation Administration (FAA) per il volo strumentale.
S-61NVersione civile anfibia del Sea King simile all'S-61L ma con carrello d'atterraggio in carenature ai lati della fusoliera dotate di galleggianti gonfiabili. L'S-61N aveva un peso a vuoto di 5595 kg e massimo al decollo di 8620 kg. L'S-61N compì il primo volo il 7 agosto 1962. Gli S-61N vennero aggiornati allo standard Mk II con motori CT58-140 da 1500 shp per migliori prestazioni ad alte quota e temperatura e minori vibrazioni. La velocità massima era di 267 km/h la velocità di crociera di 222 km/h. Il raggio d'azione era di 833 km e la quota massima operativa di 3810 m. Il 6 dicembre 1962 l'S61N venne certificato dalla Federal Aviation Administration (FAA) per il volo strumentale.
S-61 PayloaderVersione alleggerita di 900 kg ottimizzata per l'impiego come gru volante. L'S-61 Payloader aveva il carrello d'atterraggio privo di galleggianti gonfiabili dell'S-61L.
S-61 ShortskyVersione con fusoliera accorciata di 1,60 m per aumentare la capacità di carico e le prestazioni con un solo motore ottenuta per conversione di alcuni S-61L e S-61N realizzata da Helipro International. Il primo Shortsky volò nel febbraio 1996.
S-61RVersione con fusoliera riprogettata con rampa di carico posteriore, completamente anfibio e dotato di carrello triciclo retrattile. La fusoliera è molto simile a quella dei successivi elicotteri Sikorsky CH-53 Sea Stallion ed S-92 Superhawk. La Sikorsky iniziò il progetto dell'S-61R di propria iniziativa ma durante lo sviluppo l'USAF l'ordinò come elicottero da trasporto e ricerca e soccorso con la denominazione CH-3C. Il primo S-61R volò nel 1963.
S-61VDenominazione Sikorsky del VH-3A.
Un elicottero costruito per l'Indonesia.

## Produzione United Aircraft of Canada
CH-124Versione antisommergibile per la Royal Canadian Navy ordinata nel 1963.
41 SH-3A assemblati dalla United Aircraft of Canada (ora Pratt & Whitney Canada) di Montréal a partire da componenti prodotte dalla Sikorsky in Connecticut. Questi elicotteri erano inizialmente denominati CHSS-2 Sea King, col nuovo sistema di designazione unificato adottato da tutte le forze armate canadesi nel 1968 vennero risiglati CH-124. I CH-124 avevano motori General Electric T58-GEF/100 da 1500 shp.
CH-124ACH-124 aggiornati nell'avionica e nelle dotazioni di sicurezza col programma Sea King Improvement Program (SKIP).
CH-124BVersione derivata dal CH-124A priva di sonar ad immersione ma con rivelatore d'anomalia magnetica (MAD) e maggiore capacità di carico.
CH-124B2Sei CH-124B aggiornati nel 1991-1992 con un sonar trainato per migliorare le capacità di ricerca antisommergibile. Col diminuire d'importanza delle missioni antisommergibile i CH-124B sono stati convertiti in trasporto truppe per la nuova Standing Contingency Task Force.
CH-124CUn CH-124 utilizzato dalla Helicopter Operational Test and Evaluation Facility sulla base di Shearwater per collaudi di nuovi sistemi, impiegabile all'occorrenza sulle navi delle Canadian Forces.
CH-124UQuattro CH-124 convertiti in elicotteri da trasporto merci e passeggeri.
Uno venne perso per incidente nel 1973, gli altri sono stati successivamente convertiti in CH-124A.

## Produzione Westland

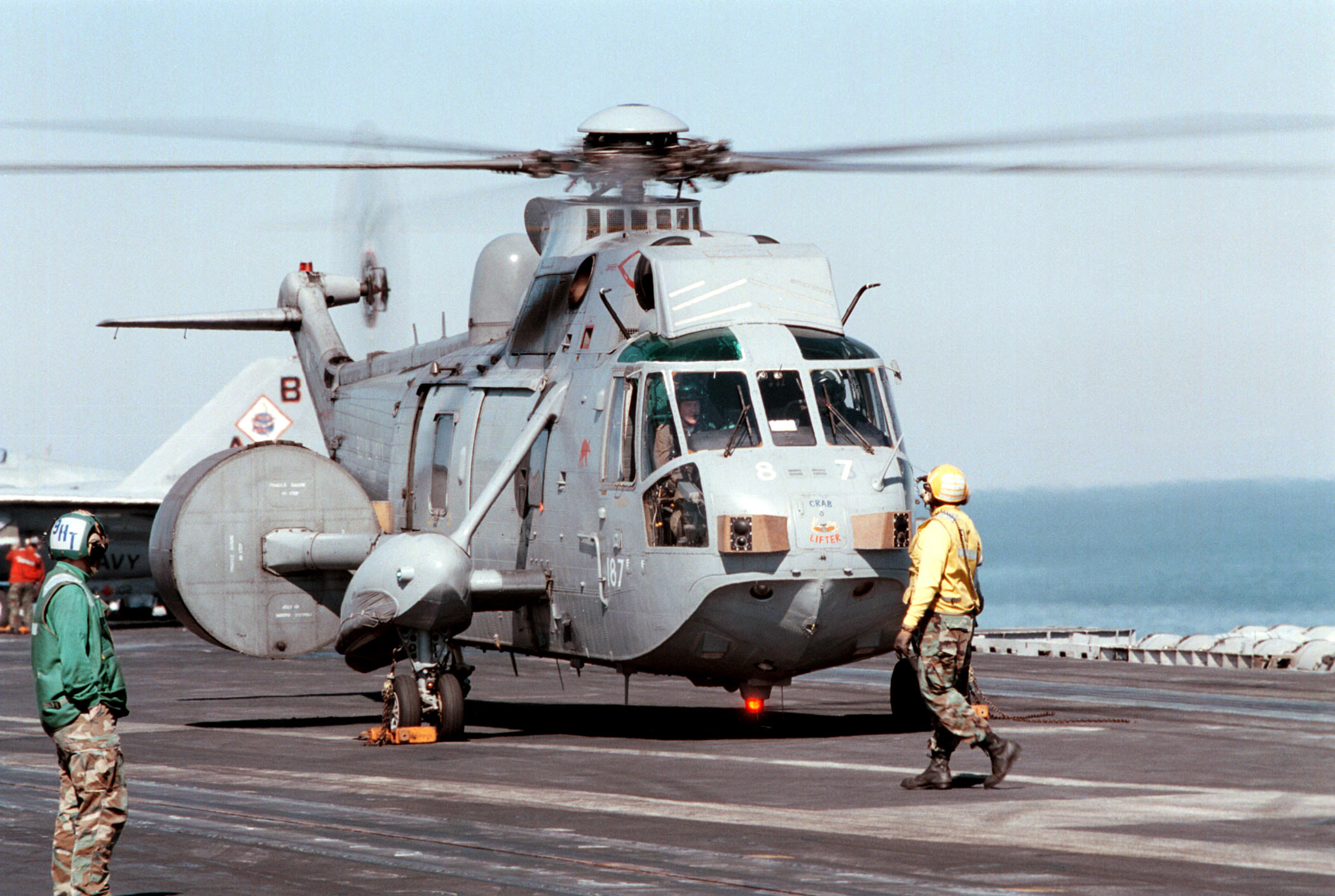
Westland Sea King HAS.2A AEW in decollo dalla portaerei USS George Washington (CVN-73) il 24 febbraio 1998 nel golfo Persico

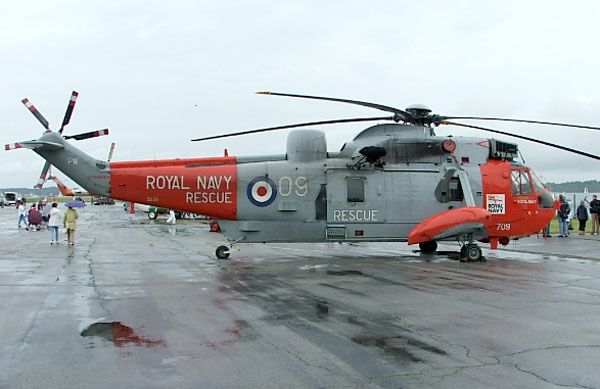
Sea King HAR.5, versione da ricerca e soccorso per la Royal Navy

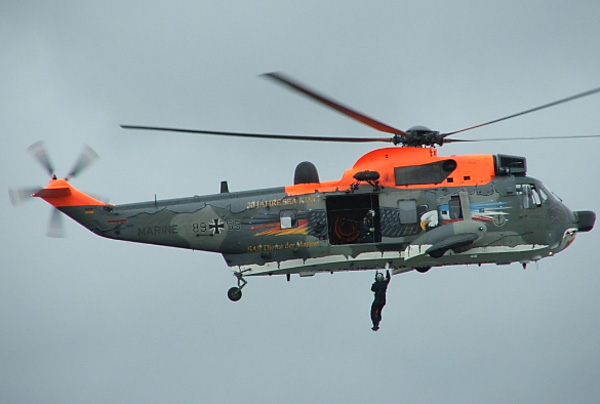
Westland Sea King versione da ricerca e soccorso della marina tedesca, Kiel2005

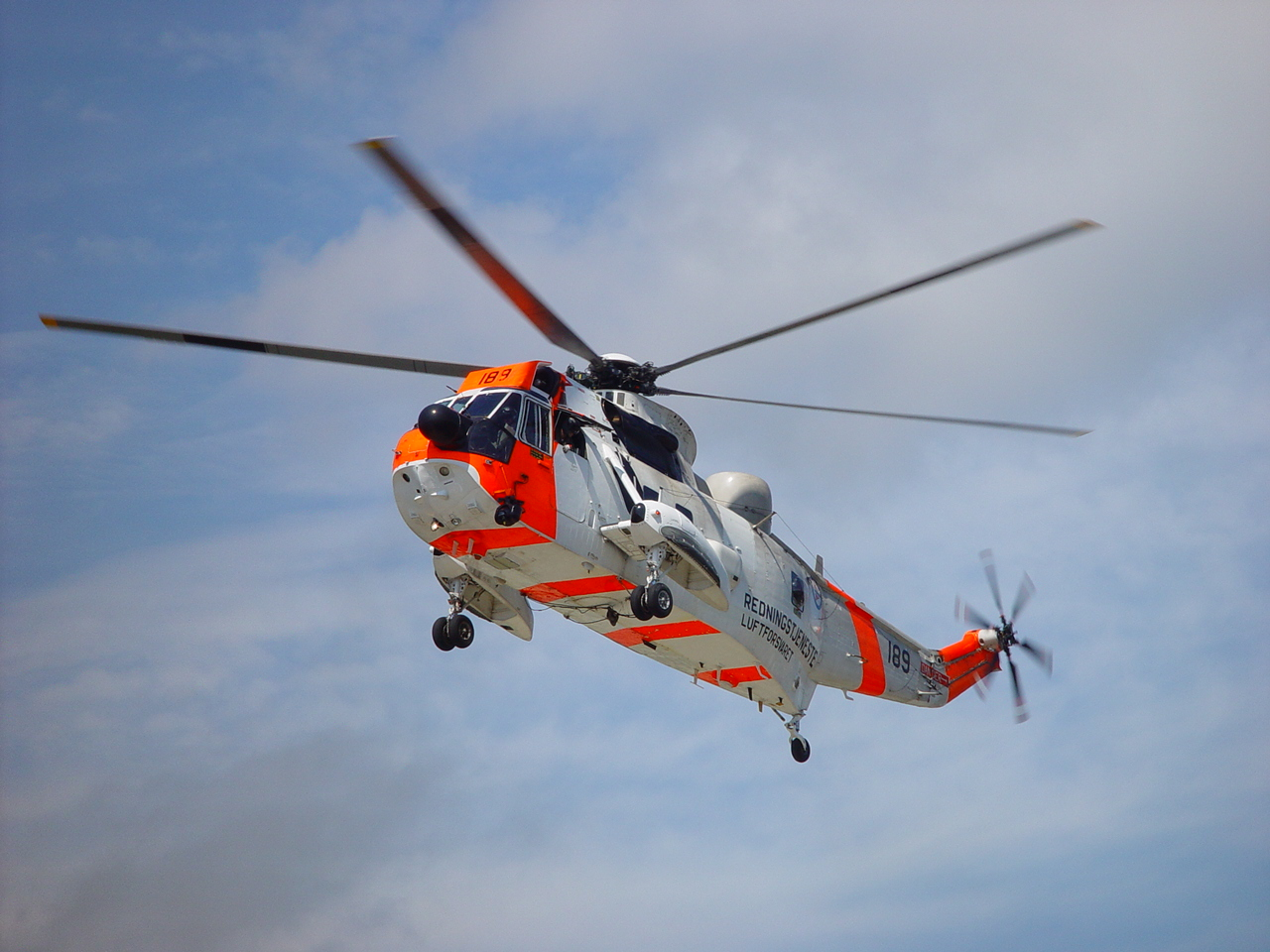
Sea King Mk.43 dell'aeronautica militare norvegese

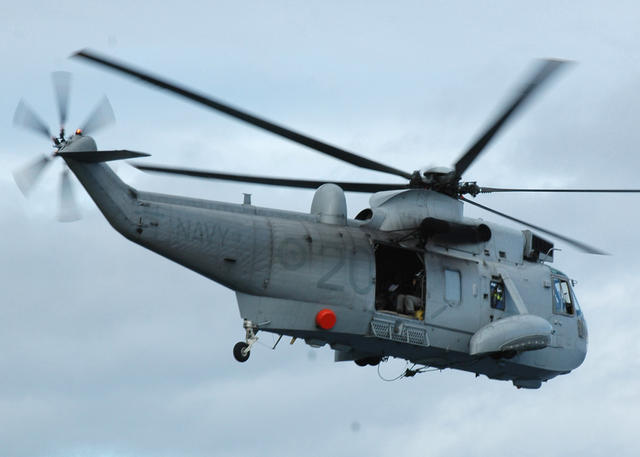
Sea King Mk.50A della Royal Australian Navy durante l'esercitazione Talisman Sabre 07 del 24 giugno 2007

Westland WS-61 Sea King/Sea King HAS.1Versione prodotta su licenza nel Regno Unito dalla Westland per la Royal Navy con motori Rolls-Royce Gnome ed avionica ed armamento di progettazione e produzione inglese.
Primo volo il 7 maggio 1969 ed entrata in servizio l'anno successivo come elicottero antisommergibile per sostituire i Westland Wessex. Nella Royal Navy era denominato Sea King HAS.1. In seguito è stata realizzata la versione Commando per trasporto truppe acquisita dalla RAF ed esportata. L'ultimo Sea King venne costruito dalla Westland a Yeovil nel 1990.
In totale sono stati prodotti 330 Sea King dalla Westland.
Sea King HAS.2Seconda versione antisommergibile aggiornata per la Royal Navy, alcuni in seguito convertiti in AEW (Airborne Early Warning).
Sea King AEW.2ADue Sea King HAS.2 convertiti in elicotteri AEW dopo che le carenze in questo settore avevano avuto gravi conseguenze nella guerra delle Falklands.
Sea King HAR.3Versione da ricerca e soccorso per la Royal Air Force.
Sea King HAR.3AVersione aggiornata da ricerca e soccorso per la Royal Air Force.
Sea King HC.4 (Westland Commando)Versione da trasporto truppe ed assalto per la Royal Navy in grado di trasportare 28 soldati equipaggiati. È ancora in servizio con gli squadron 845th, 846th e 848th sulla base di Yeovilton.
Sea King HAS.5Terza versione antisommergibile aggiornata per la Royal Navy con motori Rolls-Royce Gnome H1400-2 da 1660 shp,
In configurazione per le missioni antisommergibile aveva un peso a vuoto di 6202 kg, normale al decollo di 9525 kg e massimo al decollo di 9707 kg.
La velocità massima era di 232 km/h.
Il raggio d'azione era di 1230 km.
La quota massima operativa era di 3048 m.
Alcuni HAS.5 vennero in seguito convertiti in HAR.5.
Sea King HAR.5Versione da ricerca e soccorso per la Royal Navy.
Sea King AEW.5Tre Sea King HAS5 convertiti in AEW (Airborne Early Warning) per la Royal Navy.
Sea King HU.5Alcuni HAS.5 convertiti in elicotteri da trasporto per la Royal Navy.
Sea King HAS.6Quarta versione antisommergibile aggiornata per la Royal Navy, alcuni in seguito convertiti in HAS.6(CR).
Sea King HAS.6(CR)Cinque HAS.6 convertiti in elicotteri da trasporto per la Royal Navy, in servizio nell'846th Naval air Squadron.
Sea King ASaC.7Versione aggiornata da sorveglianza aerea per la Royal Navy.
Sea King Mk.4XDue elicotteri usati per prove alla Royal Aircraft Establishment di Farnborough.
Sea King Mk.41Versione da ricerca e soccorso derivata dal Sea King HAS.1 per la marina tedesca.
23 elicotteri costruiti.
Sea King Mk.42Versione antisommergibile derivata dal Sea King HAS.1 per la marina indiana.
Dodici elicotteri costruiti.
Sea King Mk.42AVersione antisommergibile derivata dal Sea King HAS.2 per la marina indiana.
Tre elicotteri costruiti.
Sea King Mk.42BVersione antinave per la marina indiana.
Sea King Mk.42CVersione da trasporto e ricerca e soccorso per la marina indiana.
Sea King Mk.43Versione da ricerca e soccorso per l'aeronautica militare norvegese.
Dieci elicotteri costruiti.
Sea King Mk.43AVersione potenziata del Sea King Mk.43 da ricerca e soccorso per l'aeronautica militare norvegese.
Sea King Mk.43BVersione aggiornata del Sea King Mk.43 da ricerca e soccorso per l'aeronautica militare norvegese.
Sea King Mk.45Versione antisommergibile ed antinave derivata dal Sea King HAS.1 per la marina pakistana.
Sei elicotteri costruiti.
Sea King Mk.45AUn ulteriore elicottero per la marina pakistana.
Sea King Mk.47Versione antisommergibile derivata dal Sea King HAS.2 per la marina egiziana.
Sei elicotteri costruiti.
Sea King Mk.48Versione da ricerca e soccorso per l'aeronautica militare belga.
Cinque elicotteri costruiti.
Sea King Mk.50Versione multiruolo per la Royal Australian Navy.
Dieci elicotteri costruiti.
Sea King Mk.50AAltri due elicotteri multiruolo per la Royal Australian Navy.
Sea King Mk.50BVersione multiruolo aggiornata per la Royal Australian Navy.
Commando Mk.1Versione da trasporto truppe ed assalto per l'aeronautica militare egiziana.
Commando Mk.2Versione da trasporto truppe ed assalto per l'aeronautica militare egiziana.
Commando Mk.2AVersione da trasporto truppe ed assalto per l'aeronautica militare del Qatar.
Commando Mk.2BVersione da trasporto VIP per l'aeronautica militare egiziana.
Commando Mk.2CVersione da trasporto VIP per l'aeronautica militare del Qatar.
Commando Mk.2EVersione da guerra elettronica per l'aeronautica militare egiziana.
Commando Mk.3Versione antisommergibile per l'aeronautica militare del Qatar.

## Produzione Agusta
AS-61H-3 Sea King costruiti su licenza in Italia dall'Agusta.
AS-61A-1Versione per la Tentera Udara Diraja Malaysia (l'aeronautica militare malese) costruita su licenza in Italia dall'Agusta.
AS-61A-4Versione da trasporto e ricerca e soccorso costruita su licenza in Italia dall'Agusta.
AS-61N-1 SilverVersione dell'S-61N con cabina accorciata costruita su licenza in Italia dall'Agusta.
AS-61VIPVersione trasporto VIP costruita su licenza in Italia dall'Agusta.
ASH-3A (SH-3G)Versione da trasporto costruita su licenza in Italia dall'Agusta.
ASH-3DVersione antisommergibile costruita su licenza in Italia dall'Agusta ed impiegata dalle marine militari italiana, brasiliana, peruviana ed argentina.
ASH-3TS/ASH-3D/TSVersione trasporto VIP costruita su licenza in Italia dall'Agusta.
ASH-3HVersione antisommergibile costruita su licenza in Italia dall'Agusta.
HH-3F (AS-61R)Versione SAR (Search and Rescue) prodotta in 35 esemplari consegnati a partire dal 1977, di cui 20 macchine a standard "Alpha" e 15 a standard "Bravo", consegnati a partire dal 1995, modificati con equipaggiamenti dedicati alle missioni Combat SAR (avionica migliorata, sistemi di autoprotezione, blindatura dell'abitacolo, mitragliatrici FN Minimi, ecc.). In seguito sono stati ulteriormente modificati con equipaggiamenti per il ruolo SMI (Slow Mover Interceptor) con ricevitore GPS, sistemi di visione notturna NVG, radio satellitare SICRAL e Laser Warning Receiver. L'Agusta dichiara di essere in grado di riavviare la produzione in 36 mesi.
Il 26 settembre 2014, il velivolo, del quale era già stata comunicata la dismissione da parte dello Stato maggiore dell'Aeronautica Militare per limiti operativi e difficoltà di reperimento dei pezzi di ricambio è stato definitivamente ritirato dal servizio attivo per tutti i reparti del 15º Stormo che ne hanno fatto uso nel corso di una cerimonia solenne tenutasi all'Aeroporto Mario de Bernardi a Pratica di Mare. Il suo posto è stato preso dall'HH-139.

### Incidenti dell'HH-3F
- 7 maggio 2008, nelle acque antistanti l'Aeroporto di Pratica di Mare più precisamente a circa 5 km al largo all'altezza delle secche di Tor Paterno, un HH3F durante un normale volo di addestramento notturno in mare impatta contro la superficie dell'acqua. L'elicottero dato il veloce rateo di discesa riporta gravi danni che non permettono la normale galleggiabilità dell'aeromobile. L'equipaggio (4 uomini e 1 donna) riesce prontamente ad abbandonare l'elicottero ed a mettersi in salvo sul battellino d'emergenza di cui l'elicottero è dotato, lo stesso dopo qualche minuto si inabissa a circa 35 metri di profondità. Il relitto verrà successivamente recuperato grazie all'ausilio di una nave della Marina Militare[9].
- Attorno alle 16.30 del 23 ottobre 2008, un elicottero italiano HH-3F diretto da Digione in Francia a Florennes in Belgio per la Tactical Leadership Programme, è precipitato tra Lisle-en-Barrois e Vaubecourt, nelle vicinanze di Strasburgo, provocando la morte dell'intero equipaggio, 8 uomini[10][11].

## Produzione Mitsubishi

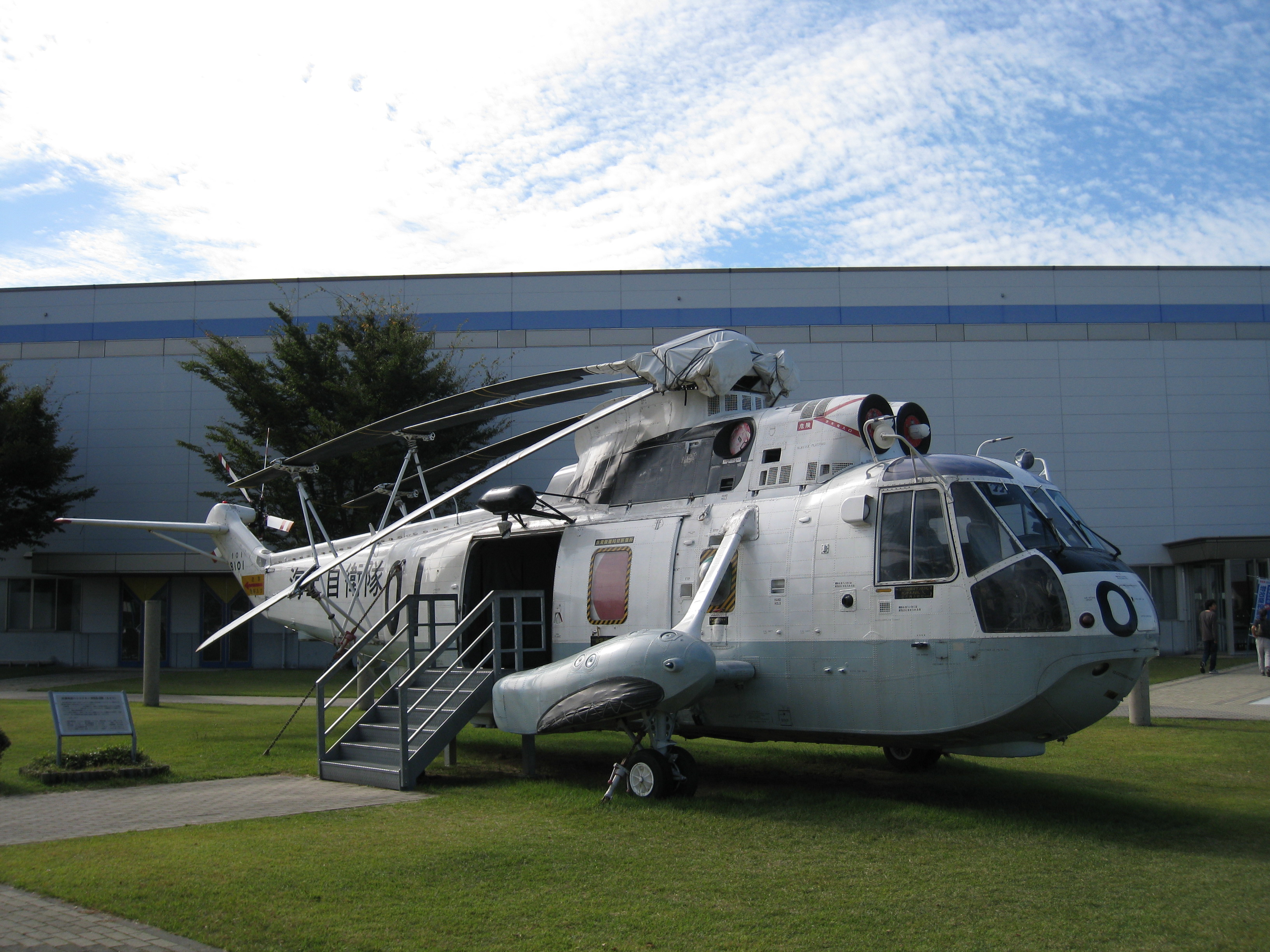
Mitsubishi HSS-2B in esposizione al Ishikawa Aviation Plaza

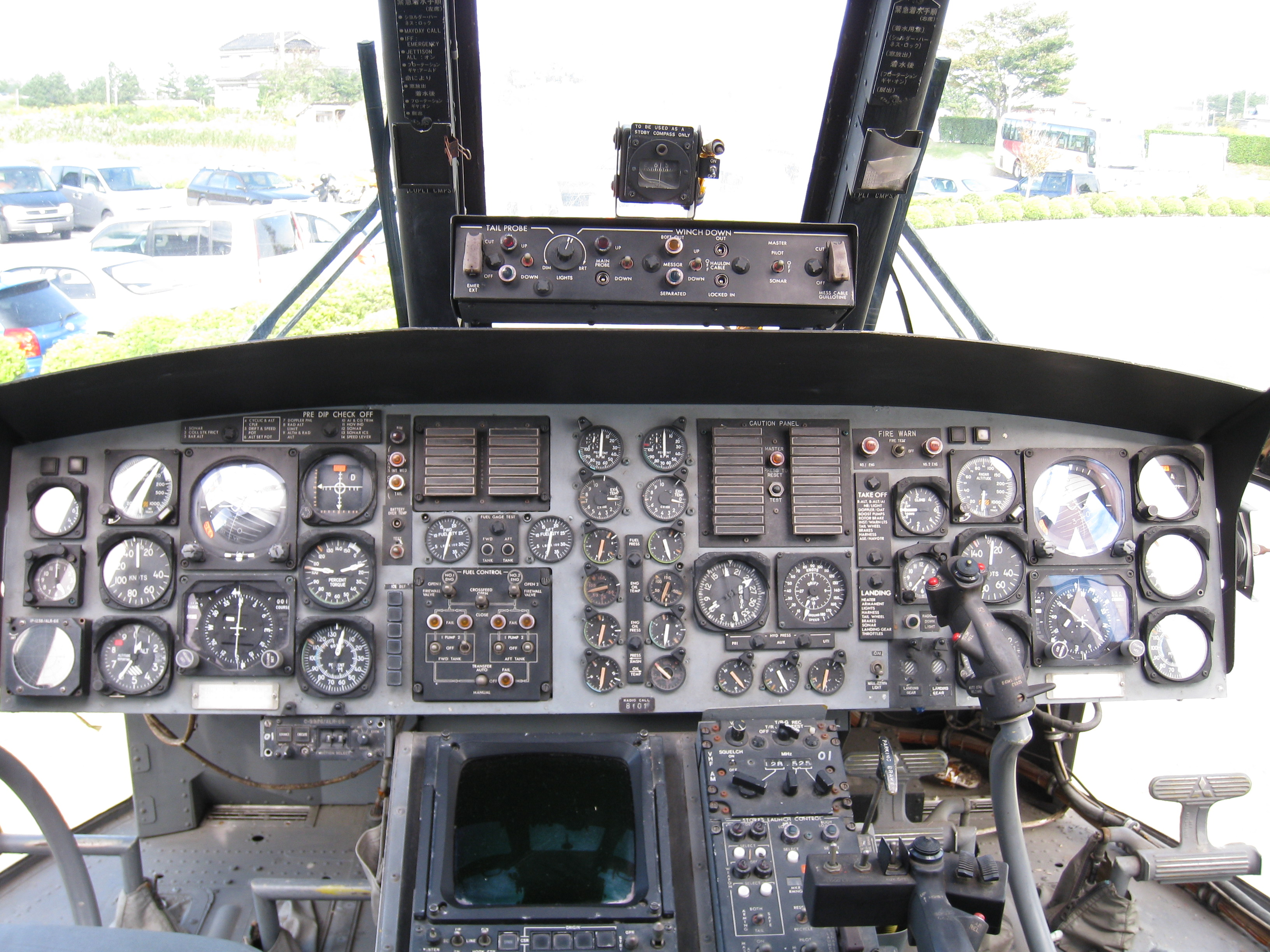
Cockpit del Mitsubishi HSS-2B

S-61AVersione da ricerca e soccorso dell'SH-3A per la Japan Maritime Self Defence Force.
18 elicotteri costruiti su licenza in Giappone dalla Mitsubishi.
HSS-2Versione antisommergibile dell'S-61B per la Japan Maritime Self Defence Force.
55 elicotteri costruiti su licenza in Giappone dalla Mitsubishi.
HSS-2AVersione antisommergibile dell'S-61B (SH-3D) per la Japan Maritime Self Defence Force.
28 elicotteri costruiti su licenza in Giappone dalla Mitsubishi.
HSS-2BVersione antisommergibile dell'S-61B (SH-3H) per la Japan Maritime Self Defence Force.
23 elicotteri costruiti su licenza in Giappone dalla Mitsubishi.

## Utilizzatori

### Civili
Canada
- CHC Helicopter
- Helijet
- Cougar Helicopter
- VIH Helicopters

 Groenlandia
- Air Greenland

 Paesi Bassi
- KLM Helicopters

 Pakistan
- Pakistan International Airlines

 Regno Unito
- BEA Helicopters
- Bristow Helicopters
- British Airways
- British Caledonian Helicopters
- British International Helicopters

 Stati Uniti
- Carson Helicopters
- Croman Corporation
- Los Angeles Airways
- New York Airways

### Governativi
Stati Uniti
- United States Department of State

13 S-61T in servizio al marzo 2019.
- Dipartimento dello sceriffo della contea di San Bernardino (California)

 Spagna
- Sociedad de salvamento y seguridad marítima

### Militari
Arabia Saudita
- Al-Quwwat al-Jawwiyya al-Sa'udiyya

3 ASH-3D/TS da trasporto VIP consegnati.
 Argentina
- Aviación Naval

4 ASH-3H e 3 SH-3D ex US Navy consegnati, solo cinque sono ancora in organico, e di questi, solo due sono in condizioni di volare al gennaio 2022. Ulteriori 2 S-61T ordinati a dicembre 2021. Entrambi consegnati a maggio 2022 ed entrati ufficialmente in servizio a novembre dello stesso anno.
I Sea King SH-3D (S-61-D-4) della marina argentina erano assegnati alla 4ª Escuadrilla imbarcata sulla portaerei 25 de Mayo, che partecipò alle fasi iniziali della guerra delle Falkland.
 Australia
- Royal Australian Navy

Nella Royal Australian Navy il Sea King ha sostituito il Westland Wessex come elicottero antisommergibile nel 1974. Nei primi anni di servizio alcuni elicotteri andarono persi per incidenti dovuti spesso a perdite dell'olio lubrificante della trasmissione principale. I Sea King sono dotati di radar Racal ARI 5955/2, Sistema di navigazione Racal RNS252, radar doppler Racal 91, ADF Bendix/King KDF 806A e Tacan AN/ARN 118. I Sea King Mk50 sono stati aggiornati allo standard Mk50A. Nel 1995 i Sea King sono stati convertiti in elicotteri da trasporto con la rimozione del sonar AQS-13B. I Sea King e le navi della Royal Australian Navy sono stati impiegati per inviare aiuti umanitari e personale medico in Indonesia dopo lo tsunami del dicembre 2004. Un Sea King precipitò nell'aprile 2005 causando la morte dei nove militari australiani che erano a bordo. I Sea King della Royal Australian Navy sono in corso di sostituzione con NHIndustries NH90 della versione NATO Frigate Helicopter (NFH). Il primo è stato consegnato il 18 dicembre 2007, l'entrata in servizio è prevista per il 2010 [8]
 Belgio
- Composante Air

5 Westland Sea King Mk.48 consegnati nel 1976 e tutti in servizio fino al loro ritiro avvenuto a dicembre 2018.
 Brasile
- Força Aeronaval

I Sea King SH-3D della marina brasiliana erano imbarcati sulla portaerei Minas Gerais (ex HMS Colossus).
 Canada
- Royal Canadian Navy

41 CH-124 ordinati nel 1960 e ricevuti a partire dal 1962. Il Sea King è imbarcato su cacciatorpediniere, fregate e navi d'appoggio della Royal Canadian Navy. Per le missioni di sorveglianza aerea ha un equipaggio di due piloti, un operatore ai sensori (Airborne Electronic Sensor Operator, AESOp) ed un coordinatore tattico (Tactical Coordinator, TACCO). La Royal Canadian Navy ha sviluppato una tecnica per l'appontaggio di elicotteri delle dimensioni del Sea King su navi relativamente piccole anche con condizioni del mare sfavorevoli usando un argano soprannominato “Beartrap” (trappola per orsi). Di conseguenza gli equipaggi dei Sea King sono stati soprannominati "Crazy Canucks” (pazzi canadesi). Nel 1968, la Royal Canadian Navy, la Royal Canadian Air Force ed il Royal Canadian Army sono stati unificati nelle Canadian Forces, i reparti di volo sono stati poi raggruppati in una nuova struttura denominata Air Command nel 1975, quindi i Sea King furono trasferiti all'aeronautica.
- Air Command

39 dei 41 Sea King ex Royal Canadian Navy ricevuti a partire dal 1968 che furono aggiornati nell'avionica, motori, trasmissione, radar di ricerca e dotati di FLIR (Forward Looking Infra-Red). Furono inoltre migliorati gli aspetti di sicurezza del carico e dei passeggeri. Nei primi anni ottanta le Canadian Forces iniziarono a considerare il Sea King troppo piccolo per imbarcare i nuovi sistemi necessari per le missioni antisommergibile. Nel 1985 il governo canadese iniziò un programma denominato New Shipboard Aircraft Project per trovare un sostituto del Sea King. Nel 1986 vennero selezionati tre candidati: il Sikorsky SH-60 Seahawk, l'Aérospatiale AS332F Super Puma e l'AgustaWestland EH101. La Sikorsky si ritirò dalla gara perché l'SH-60 Seahawk è ancora più piccolo del Sea King. Nel 1987 il governo canadese annunciò la scelta dell'EH-101, ne sarebbero stati acquisiti 35 per sostituire i Sea King. In quegli anni però era ormai evidente la necessità di sostituire anche i CH-113 Labrador (nome assegnato dalle Canadian Forces al CH-46 Sea Knight) da ricerca e soccorso. :Nell'agosto 1990 sei CH-124A Sea King dotati di FLIR 2000, lanciatori di chaff e flare M130/ALE37 e sistema IRCM (InfraRed Counter Measures) ALQ-144 sono stati inviati nel Golfo Persico per l'operazione Friction, nome dato dai canadesi alla loro partecipazione all'operazione Desert Shield. Gli elicotteri appartenevano al 423rd squadron ed erano imbarcati sulle navi HMCS Athabaskan, HMCS Protecteur e HMCS Terra Nova, la loro missione consisteva nel controllare le navi mercantili in transito per fare rispettare l'embargo deciso dall'ONU contro l'Iraq. Nel 1991 il governo canadese decise di scegliere un unico sostituto sia per i Sea King che per i Labrador, quindi un totale di 50 elicotteri, 35 per sostituire i Sea King e 15 per sostituire i Labrador. Nel 1993 il nuovo governo canadese cancellò l'ordine per motivi di bilancio. Nel corso degli anni i Sea King avevano sempre maggiori problemi di affidabilità ed approvvigionamento di parti di ricambio che penalizzavano la disponibilità in servizio ed aumentavano i costi operativi. Il governo canadese iniziò un programma denominato Maritime Helicopter Project per trovare un sostituto del Sea King, per la sostituzione del Labrador venne definito un programma separato, anche se questo ovviamente comportava un aumento dei tempi ed avrebbe potuto portare alla scelta di due elicotteri diversi, con ovvie complicazioni ed aumento dei costi del supporto logistico. Vennero selezionati tre candidati: il Sikorsky S-92 Superhawk, l'NHIndustries NH90 e l'Agusta-Westland EH-101. L'NH90 venne scartato perché troppo piccolo, e probabilmente anche per ragioni politiche. Nel luglio 2004 venne scelto il Sikorsky S-92 Superhawk con sistemi di missione forniti dalla General Dynamics ed annunciato l'acquisto di 28 elicotteri denominati CH-148 Cyclones, le prime consegne sono previste per il 2008. Gli ultimi esemplari sono stati ritirati a dicembre 2018. Gli ultimi esemplari sono stati ritirati il 18 dicembre 2018.
- Canadian Coast Guard

 Danimarca
- Flyvevåbnet

Gli 8 SH-3D (S-61A) dell'aeronautica militare danese vennero assegnati all'Eskadrille 722 sulla base di Vaerlose per missioni di ricerca e soccorso. Sono stati in seguito aggiornati con radar di ricerca e schermi protettivi per le prese d'aria dei motori contro l'ingestione di ghiaccio e FOD.
 Egitto
- El Qūwāt El Gawīyä El Maṣrīya

5 Commando Mk. 1 ordinati nel 1973, ed entrati in servizio a partire dal febbraio del 1974. Ulteriori 19 Commando Mk. 2 furono ordinati in due lotti da 17 e 2 esemplari. I primi diciassette erano infatti mezzi da trasporto d'assalto, mentre gli ultimi due erano allestiti per il trasporto VIP e furono designati Commando Mk-2B. Nel 1975 furono ordinati altri 4 elicotteri, denominati Commando Mk. 2, che erano attrezzati per la guerra elettronica e dotati di equipaggiamenti americani, britannici e sovietici.
 Giappone
- Kaijō Jieitai

17 HSS-1 in servizio dal 1958 al 1975 e 20 S-61A in servizio dal 1965 al 2008.
 Germania
- Marineflieger

23 Sea King Mk.41 di costruzione Westland acquistati nel 1969, entrati in servizio tra il 1973 e il 1975 e ritirati dal servizio il 31 agosto 2024. A gennaio 2024 è stato annunciato che sei 6 Sea King Mk. 41 saranno donati all'Aviazione navale ucraina.
 India
- Indian Naval Air Arm

6 Sea King Mk.42 di costruzione Westland ordinati nel 1969, con consegna dei primi due esemplari avvenuta il 3 novembre 1970 a Yeovil, e completamento della consegna entro il 1971. Ulteriori 3 MK.42 consegnati nel luglio del 1972, seguiti da altri 3 ordinati nel maggio del 1973 e consegnati entro la fine del 1974. Un nuovo lotto di 3 Mk.42A fu ordinato nel luglio del 1978 e consegnato a partire dal novembre 1979. Ulteriori 18 Mk.42B migliorati nelle apparecchiature di bordo, furono ordinati nel 1983 insieme a 6 Mk.42C da elisbarco, con consegne dei primi a partire dal maggio 1985 e dei secondi dal settembre del 1986. A questi, seguirono ulteriori 8 Mk.42B ASW ordinati e consegnati in seguito.
 6 UH-3H ex US Navy consegnati nel 2007 ed in servizio dal 25 marzo 2009 al 28 giugno 2024.
 Iran
- Niru-ye Havayi-ye Artesh-e Jomhuri-ye Eslami-e Iran

2 AS-61A-4 consegnati.
 Iraq
 Irlanda
- Irish Coast Guard

 Italia
- Aeronautica Militare

L' A.M. ha acquisito due SH-3D/TS in configurazione da trasporto VIP, entrati in linea nel 1975 nel 31º Stormo di Ciampino (Roma). Questi elicotteri erano utilizzati per il trasporto di personalità civili e militari sul territorio nazionale, tra le quali anche il Pontefice per i viaggi pastorali. Sono stati dismessi il 20 settembre 2012.

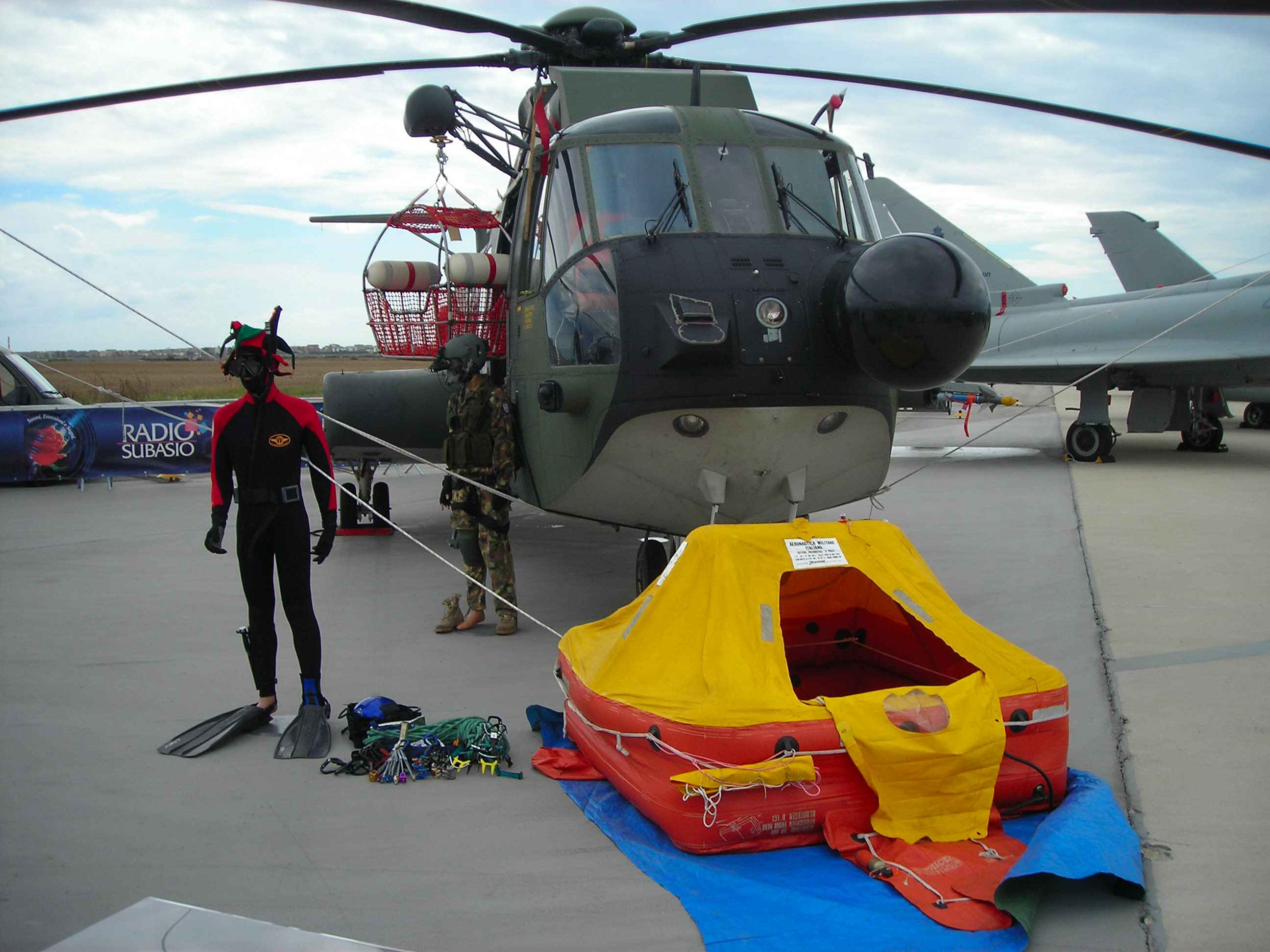
Equipaggiamento per il soccorso utilizzato con l'HH-3F dell'Aeronautica Militare

Gli HH-3F Pelican a partire dalla fine degli anni '70 hanno gradualmente sostituito gli idrovolanti anfibi Grumman HU-16 Albatross nonché gli elicotteri AB-47j ed AB204 per le missioni di ricerca e soccorso sul territorio nazionale. I Pelican sono impiegati anche in missioni di trasporto sanitario d'urgenza e protezione civile, inoltre sono stati anche impiegati in missioni di pace fuori area precisamente in Somalia, Albania, Bosnia, Kosovo ed Iraq. Tutti gli HH-3F dipendono dal Comando del 15º Stormo Stefano Cagna, ridislocato dal 5 ottobre 2010 dall'Aeroporto di Pratica di Mare sull'Aeroporto di Cervia (RA), già sede del 5º Stormo equipaggiato con F-16 che viene "chiuso" e posto in posizione quadro. Essi sono dislocati in quattro basi per coprire l'intero territorio nazionale ed assegnati ad 1 Gruppo e 3 Centri Combat Search and Rescue, infine il Centro Addestramento Equipaggi ha compiti istituzionali su AB212 ed HH3F.

SH 3D della Marina Militare sul ponte di volo del Garibaldi.

Essi sono così dislocati:
81° Centro C.A.E a Cervia;
82° Centro C/SAR a Trapani Birgi;
83º Gruppo C/SAR a Cervia;
84° Centro C/SAR a Brindisi;
85° Centro C/SAR a Pratica di Mare.
La dislocazione del Gruppo e dei Centri di C/SAR è stata scelta per permettere agli elicotteri di raggiungere qualsiasi punto del territorio nazionale in meno di 60'. Il 15º Stormo ha in ogni suo Gruppo/Centro un elicottero dedicato all'allarme SAR Nazionale pronto al decollo in 30' durante l'attività addestrativa giornaliera dell'A.M. ed in 120' di notte e comunque le prontezze sono dettate dal COFA di Poggio Renatico, 365 giorni all'anno. L'A.M. ha acquisito complessivamente 35 HH-3F, consegnati a partire dal 1977, rispetto alle prime 20 macchine denominate "codice alpha", gli ultimi 15 HH-3F sono stati consegnati, a partire dal 1995, con l'aggiornamento "codice bravo", i quali dispongono di equipaggiamenti e soluzioni dedicati alle missioni C/SAR (camuoflage mimetico, avionica migliorata, sistemi di autoprotezione Chaffs/Flare RWR e LWR, blindatura dei seggiolini dei piloti, mitragliatrici sul lato dx/sx ed in rampa FN Minimi, sistemi di visione notturna NVGs, ecc). Dai primi anni del 2000 agli HH3F del 15° è stato assegnato anche il compito dello "SMI" (Slow Mouvers Interceptors) per il quale sono stati acquisiti tabelloni alfanumerici per "dialogare" con eventuali "intrusi" che violano un determinato spazio aereo e che viaggiano a basse velocità quali alianti, piper ecc. etc. L'8 marzo 2006 è stato consegnato all'A.M. il primo Pelican "codice charlie" ulteriore upgrade nell'avionica con ricevitore GPS interfacciato con il doppler, radio satellitare criptata SICRAL, HUD per NVGs AN/VIS-9, miglioramento delle autoprotezioni etc). L'ultimo volo di un HH-3F italiano è avvenuto pressol'Aeroporto di Pratica di Mare il 29 settembre 2014.
- Marina Militare

Alla Marina Militare Italiana sono stati consegnati 36 esemplari in diversi lotti a partire dal 1969. Alcuni sono stati modificati con l'aggiunta di mitragliatrici ai portelli laterali per impiegarli come elicotteri d'assalto per le truppe da sbarco e le forze speciali della Marina. Utilizzati sull'incrociatore portaeromobili Giuseppe Garibaldi (551), sulle navi d'assalto anfibio Classe San Giorgio e sulle navi rifornitrice classe Stromboli, gli SH-3 sono stati ritirati progressivamente dal servizio imbarcato a partire dal 2007 per essere concentrati nel Reparto Eliassalto come velivoli da trasporto per le truppe anfibie. L'ultimo SH-3 della Marina è stato ritirato dal servizio nel giugno 2013
 Libano
- Al-Quwwat al-Jawwiyya al-Lubnaniyya

3 Sikorsky S-61N entrati in servizio il 2 giugno 2009, ritirati dal servizio e messi in vendita al luglio 2020.
 Malaysia
- Tentera Udara Diraja Malaysia

40 esemplari consegnati tra il 1968 ed il 1979. Dei 27 rimasti in servizio al giugno 2016, 15 rimasero all'aeronautica (che stava valutando di aggiornarli nell'avionica e di rimotorizzarli), mentre altri 12 furono trasferiti all'esercito che li sottopose ad upgrade. L'aeronautica militare malese (Tentara Udara Diiaja Malaysia) utilizza i Sea King in missioni di trasporto, assalto e ricerca e soccorso. I Sea King malesi sono stati modificati per portare 31 soldati e dotati di serbatoi esterni sulle carenature dei carrelli. Nel 1992 34 Sea King sono stati aggiornati nell'avionica. L'aeronautica militare malese ha in programma di sostituire i Sea King, Agusta-Westland ha proposto l'EH101, ora chiamato AW101.
 Al novembre 2019, gli esemplari ancora in organico sono stati messi a terra in attesa di un sostituto che, probabilmente, sarà oggetto di un contratto di leasing.
- Tentera Darat Malaysia

12 S-61A-4 ricevuti nel 2016 dall'Aeronautica malese e sottoposti ad upgrade. Sono stati ritirati nel 2021.
 Norvegia
- Kongelige Norske Luftforsvaret

14 Sea King Mk.43 da ricerca e soccorso entrati nel maggio del 1973, più ulteriori 3 Sea King HAR3A ex RAF ricevuti tra novembre e dicembre 2015 (da utilizzare come fonte di parti di ricambio), gli ultimi dei quali ritirati dal servizio il 27 novembre 2023.
 Pakistan
- Pakistan Naval Air Arm

6 Westland Sea King Mk45/45A acquistati nel 1974 ed ammodernati negli anni '90. 7 elicotteri ex britannici sono stati acquistati di seconda mano nel 2016. Di questi, due Sea King HC.4 ex Royal Navy ed un Sea King HAR3A (SAR) ex RAF sono stati aggiornati e riportati in condizioni di volo, due verranno usati come fonte di parti ricambio, con circa 500 componenti salvati per il riutilizzo, due saranno spediti in Pakistan, ma il loro futuro non è chiaro. Ad agosto 2018 i Sea king Mk. 45/45A in servizio sono 5, in quanto un esemplare è precipitato il 31 dello stesso mese. A dicembre 2018 sono stati consegnati i primi due dei Sea King ex britannici. 10 tra Commando Mk.3 Anti-Submarine/Anti Surface Warfare (ASuW) e Commando Mk.2A da trasporto/utility acquistati di seconda mano ad agosto del 2021 dalla Qatar Emiri Air Force. Alcuni esemplari verranno immessi in servizio, altri utilizzati probabilmente come fonti per parti di ricambio. I primi 4 Commando 2A ex qatarioti sono stati consegnati il 24 gennaio 2022.
 Perù
- Marina de Guerra del Perú

4 ASH-3D consegnati nel 1978, 2 nel 1979 e quattro ordinati nel 1984; confermate le consegne dei soli primi sei. Tutti tranne i primi quattro praticamente identici per capacità agli ASH-3H italiani. 6 UH-3H acquistati usati dalla US Navy nel 2009 e consegnati nel 2010-2011. 6 degli SH-3D radiati dalla Flotilla de Aeronaves spagnola acquistati a ottobre 2022. Primi due SH-3D ex spagnoli entrati in servizio il 29 novembre 2023, con un'ulteriore coppia prossima all'immissione in servizio e gli ultimi due esemplari utilizzati come fonte per parti di ricambio.
 Qatar
- Qatar Emiri Air Force

12 Westland Commando consegnati. 10 tra Commando Mk.3 Anti-Submarine/Anti Surface Warfare (ASuW) e Commando Mk.2A da trasporto/utility ceduti ad agosto del 2021 alla Pakistan Naval Air Arm. Alcuni esemplari verranno immessi in servizio, altri utilizzati probabilmente come fonti per parti di ricambio.
 Regno Unito
- antisommergibile

Gli HAS.1 antisommergibile sono stati più volte aggiornati diventando HAS.2, HAS.5 e HAS.6. I Sea King antisommergibile della Royal Navy sono stati sostituiti dagli EH-101, denominati Merlin HM.1. L'ultimo Sea King è stato radiato da questo ruolo nel 2003. I Sea King ancora in servizio nella Royal Navy sono stati convertiti in elicotteri da trasporto.
- trasporto truppe

I Sea King HC.4 Commando sono ancora impiegati dalla Royal Navy per le operazioni d'assalto anfibio. I Sea King HC.4 Commando sono in grado di trasportare 27 soldati con un raggio d'azione di 640 km. Una versione dell'HC.4 Commando con rotore e coda non pieghevoli è stata fornita all'aeronautica militare egiziana.
- ricerca e soccorso

Una versione da ricerca e soccorso del Sea King denominata Sea King HAR.3 è stata sviluppata per la Royal Air Force per sostituire i Westland Whirlwind HAR.10, versione costruita dalla Westland del H-19 Chickasaw. Quindici elicotteri di questa versione vennero ordinati nel settembre 1977, in seguito ne venne aggiunto un altro. Dopo la guerra delle Falklands nel 1982 vennero acquisiti altri tre elicotteri per costituire una squadriglia da ricerca e soccorso basata inizialmente presso il porto di Stanley e poi sulla base della RAF di Mount Pleasant. Nel 1992 sei elicotteri aggiornati nell'avionica e denominati Sea King HAR.3A vennero ordinati per sostituire gli ultimi Westland Wessex impiegati per ricerca e soccorso. I Sea King HAR.3 sono attualmente in servizio negli squadron 22, 78, 202 e 203. Alcuni HAS.5 della Royal Navy sono stati convertiti in elicotteri da ricerca e soccorso. L'Agusta-Westland ha ottenuto un contratto per il supporto logistico e possibile estensione della vita operativa per i Sea King ancora in servizio nella Royal Air Force e nella Royal Navy. [6] 3 Sea King HAR3A sono stati ceduti alla Norvegia che li ha ricevuti tra novembre e dicembre 2015, ed utilizzati come fonte di parti di ricambio.
- sorveglianza aerea

La Royal Navy non ha aerei da sorveglianza aerea (Airborne Early Warning, AEW) da quando nel 1978 è stata radiata l'ultima portaerei, l'HMS Ark Royal, ed i suoi Fairey Gannet. I successi ottenuti dall'aeronautica argentina nella guerra delle Falklands rivelarono quanto fosse grave per una squadra navale la mancanza di una propria capacità di sorveglianza aerea. Nel 1982 due HAS.2 Sea Kings vennero modificati in elicotteri da ricerca e soccorso e denominati AEW.2A, undici settimane dopo vennero assegnati all'824 'D' Flight imbarcato sulla portaerei HMS Illustrious ed impiegati alle Falklands dopo la fine della guerra. Una versione da sorveglianza aerea più recente entrò in servizio nel 1985 nell'849th Naval air Squadron. Tredici elicotteri vennero modificati con un radar di ricerca Thales Searchwater su un lato della fusoliera montato su un braccio girevole e protetto da una carenatura gonfiabile. Questo permetteva di abbassare il radar sotto alla fusoliera in volo e sollevarlo per l'atterraggio. Questi elicotteri vennero ulteriormente modificati con la rimozione degli equipaggiamenti antisommergibile e denominati AEW.7. Gli AEW.7 sono stati ulteriormente modificati con un nuovo radar per migliorare le capacità di localizzare aerei in volo a bassa quota e di localizzazione bersagli a grande distanza per le navi. Questi elicotteri sono stati denominati ASaC7 ed imbarcati sulle portaerei classe Invincible. Gli ASaC.7 resteranno in servizio finché saranno sostituiti o dall'EH-101, o da un aereo derivato dal Bell V-22 Osprey, o dal Grumman E-2 Hawkeye da imbarcare sulle nuove due portaerei classe HMS Queen Elizabeth.
- guerra delle Falkland

I Sea King sono stati ampiamente impiegati per missioni antisommergibile, di trasporto truppe e materiale e per infiltrazione di forze speciali sulle isole ancora occupate degli argentini. Il 23 aprile 1982 un Sea King HC.4 imbarcato sulla portaerei HMS Hermes affondò durante una missione notturna di rifornimento di una nave. In seguito altri due Sea King precipitarono in mare per guasti tecnici, gli equipaggi vennero recuperati. Il 17 maggio un Sea King HC.4 atterrò a Punta Arenas in Cile e venne distrutto dall'equipaggio che poi si consegnò alle autorità cilene. I tre uomini d'equipaggio vennero poi restituiti alle autorità inglesi e decorati al valore per varie missioni precedenti. Il 19 maggio un Sea King con a bordo incursori dello Special Air Service atterrando sulla HMS Intrepid precipitò in mare, forse per una collisione con un uccello. Ventidue uomini tra cui diciotto dello Special Air Service rimasero uccisi e nove si salvarono saltando dall'elicottero prima che finisse in acqua.
- prima guerra del golfo

I Sea King sono stati impiegati per missioni di ricerca e soccorso, di trasporto truppe e materiale e per trasportare i Royal Marines sulle navi da ispezionare per far rispettare l'embargo contro l'Iraq.
- Balcani

I Sea King dell'820th Naval Air Squadron e 845th Naval Air Squadron sono stati impiegati in Bosnia nelle missioni autorizzate dall'ONU per missioni di trasporto truppe e materiale volando per più di 1900 ore e compiendo più di 1400 appontaggi. I Sea King dell'820th Naval Air Squadron sono stati imbarcati sulle navi appoggio Fort Grange ed Owen. I Sea King dell'845th Naval Air Squadron sono stati impiegati in missioni di evacuazione feriti, sono stati colpiti varie volte da fuoco da terra ma senza conseguenze. Durante le operazioni della Nato (a comando inglese) in Kosovo alcuni Sea King dell'814th Naval Air Squadron imbarcati sulla portaelicotteri HMS Ocean e sulla nave appoggio RFA Argus sono stati impiegati per missioni di ricerca e soccorso, di trasporto truppe e materiale.
- Seconda guerra del golfo

Durante l'invazione dell'Iraq nel 2003 i Sea King ASaC.7 dell'849th NAS operarono dalla HMS Ark Royal. I Sea King sono stati impiegati per trasportare i Royal Marines dalle navi al Kuwait. Alcuni Sea King HC.4 dell'845th NAS imbarcati sulla portaelicotteri HMS Ocean e Sea King HAS.6 imbarcati sulla nave appoggio RFA Argus sbarcarono le avanguardie della forza d'invasione sulla penisola di Al Faw. Il 22 marzo 2003 due Sea King ASaC.7 dell'849th NAS imbarcati sulla HMS Ark Royal entrarono in collisione sul Golfo Persico, sei militari inglese ed un americano rimasero uccisi.
- Libano

Nel luglio 2006 alcuni Sea King HC.4 dalla base di Yeovilton sono stati inviati a Cipro ed impiegati per l'evacuazione dei civili inglesi dal Libano.
 Spagna
- Flotilla de Aeronaves

18 SH-3D Sea King consegnati in diversi lotti tra il 1966 ed il 1981. Tre SH-3D sono stati aggiornati con un radar di ricerca Thor-EMI. Gli ultimi due esemplari ancora in servizio sono stati ritirati il 27 giugno 2022. 6 degli SH-3D radiati, sono stati ceduti alla Marina de Guerra del Perú ad ottobre 2022.
 Thailandia
 Stati Uniti
I primi SH-3A Sea King entrarono in servizio nel settembre 1961 nel VHS-3 sulla costa atlantica e nel VHS-10 sulla costa del Pacifico. Nel dicembre 1961 un SH-3A Sea King stabilì i nuovi primati di velocità per elicotteri sulle distanze di 100, 200 e 500 km con velocità medie di 320,21, 294,13 e 288,82 km/h. Nel febbraio 1962 un SH-3A Sea King fu il primo elicottero a superare le 200 miglia orarie con 338,86 km/h su una distanza di 19 km. A partire dal 1962 l'USAF utilizzava tre CH-3B assegnati al 551st Base Squadron sulla base di Otis in Massachusetts per il rifornimento delle stazioni radar Texas Tower al largo nell'Atlantico. Altri tre CH-3B erano assegnati al 4756th Drone Squadron sulla base di Tyndall in Florida ed impiegati per il recupero droni. Il 27 maggio 1963 il CH-3B 12574 partì dalla base di Otis ed arrivò il 5 giugno a Parigi con tappe in Labrador, Groenlandia, Islanda e Scozia stabilendo i nuovi primati di velocità e distanza per elicotteri. Il 6 marzo 1965 un Sea King compì il primo volo da costa a costa attraverso gli USA decollando dalla CVS-12 USS Hornet al largo di San Francisco ed atterrando sulla CVA-42 USS Franklin D. Roosevelt dopo un volo di 3405 km compiuto in quindici ore e 52 minuti. Tra il 31 maggio ed il 1º giugno 1967 in occasione del quarantesimo anniversario del volo di Lindbergh due HH-3E stabilirono i nuovi primati di velocità, distanza e durata per elicotteri volando da New York a Parigi per 6872 km in 31 ore con nove rifornimenti in volo.
I Sea King erano imbarcati su tutte le portaerei della U.S. Navy per missioni antisommergibile, di trasporto e di ricerca e soccorso. Durante tutte le operazioni di lancio ed appontaggio degli aerei un Sea King era in volo per soccorso immediato in caso d'incidente. I Sea King vennero impiegati per le operazioni di recupero delle capsule spaziali del programma Apollo. Un SH-3A Sea King venne impiegato alla base aeronavale di Point Mogu per provare il sistema Mid Air Retrivial System (MARS) per recuperare al volo oggetti appesi a paracadute tramite cavi con ganci a rimorchio dell'elicottero. Il sistema MARS venne poi impiegato per il recupero delle capsule di rientro dei satelliti da osservazione SAMOS (Satellite And Missile Observation System) e dei droni da ricognizione usati durante la guerra del Vietnam. A seguito delle valutazioni operative degli RH-3A, venne deciso di realizzare una versione dedicata alla ricerca ed eliminazione delle mine marine del Sikorsky H-53 Sea Stallion denominata RH-53D. Gli SH-3G sono stati impiegati negli Helicopter Combat Support Squadron HC-1 “Fleet Angels” e HC-2 “Circuit Riders” con distaccamenti imbarcati su varie portaerei. Sono stati inoltre impiegati dai Fleet Composite Squadron VC-5 e VC-8 “Redtails” per il recupero dei droni bersaglio BQM-34 e BQM-74. Alcuni SH-3G ed un SH-3H (148971) erano impiegati dal HS-10 “Taskmasters” sulla base di Fallon in Nevada per l'addestramento degli equipaggi dei Sea King alle missioni di ricerca e soccorso in territorio nemico (Combat Search And Rescue, CSAR). I primi SH-3H entrarono in servizio nel 1973 nel HS-7 “Shamrocks” imbarcato sulla CV-60 USS Saratoga.
A seguito dei successi operativi ottenuti dalle versioni armate del Mi-8 Hip sovietico, nel 1985 un HH-3E del 71st Special Operation Squadron venne dotato di lanciarazzi da 70 mm per valutarne l'impiego presso il poligono di Gila Bend in Arizona. Nonostante i risultati positivi l'USAF decise che era meglio mantenere separati i ruoli tra i vari tipi di elicotteri lasciando l'attacco agli Hughes AH-64 Apache. I CH-3E del 41st Air Rescue Squadron sulla base di Patrick in Florida avevano compiti di ricerca e soccorso degli astronauti degli shuttle in caso di emergenza. Dopo la prima guerra del Golfo alcuni SH-3G appartenenti al HC-2 Det 2 rimasero all'aeroporto internazionale di Manama, sull'isola di Bahrein, per missioni di trasporto e ricerca e soccorso. Questi elicotteri erano interamente grigio medio FS36270. Gli ultimi SH-3D dell'U.S. Navy in servizio nel HC-16 “Bullfrogs” sono stati radiati nel 1992 e sostituiti da SH-3H. L'HC-16 aveva compiti di ricerca e soccorso e distaccamenti a Pensascola, Tyndall ed Eglin in Florida e a bordo delle portaerei AVT-16 USS Lexington e CV-59 USS Forrestal. Un SH-3H (741) era assegnato al HC-2 Det 1 a Napoli come elicottero da trasporto per il comandante della sesta flotta. Questo elicottero era chiamato “Ghost Rider 741” ed era interamente grigio scuro FS26081. Un SH-3H (148048) era assegnato all'HC-2 Det 2 ed imbarcato sulla LCC-20 USS Mount Whitney come elicottero da trasporto per il comandante della flotta dell'Atlantico. Questo elicottero era chiamato “Polar Duck”. Quattro SH-3H erano di base a Jacksonville in Florida per missioni di ricerca e soccorso. Questi elicotteri erano interamente grigio medio FS36270 con una fascia gialla in fusoliera.
- Guerra del Vietnam[2]

Il 6 luglio 1965 i primi CH-3C vennero assegnati al Detachment 1 del 38th Air Rescue Squadron sulla base di Nakhon Phanom in Thailandia. L'8 dicembre 1965 venne costituito sulla base di Tan Son Nhut il 20th Helicopter Squadron con quattordici CH-3C. In seguito dieci CH-3C vennero inviati a Nakhon Phanom per l'operazione “Pony Express” per il supporto alle forze speciali impiegate in Laos e Cambogia. Gli elicotteri dei “Pony Express” usavano una livrea interamente nera. Il CH-3C 63-9676 denominato “Black Maria” era talmente noto al nemico da indurlo a promettere un premio di 50000 dollari a chi fosse riuscito ad abbatterlo, nonostante questo l'elicottero arrivò alla fine della guerra, venne ancora impiegato dal 302nd Air Rescue Squadron, poi dal 71st Special Operation Squadron ed ora è conservato al museo dell'USAF nella base di Wright-Patterson in Ohio. Nel 1966 i primi CH-3E arrivarono a Danang e Nakhon Phanom. Dal 1964 al 1975 almeno 2655 droni da ricognizione vennero lanciati da DC-130 per missioni sul Vietnam e recuperati da CH-3C col sistema MARS. In alcuni casi il sistema MARS venne impiegato per il recupero di agenti infiltrati in Laos e Cambogia equipaggiati con un apposito piccolo aerostato ad elio che ne permetteva il sollevamento ed il successivo aggancio dall'elicottero. Gli HH-3E dell'USAF vennero ampiamente impiegati in Vietnam per missioni di ricerca e soccorso in territorio nemico (Combat Search And Rescue, CSAR).
- Desert Shield/Desert Storm[2]

Gli SH-3H del HS-5 “Night Dippers” imbarcati sulla CVN-69 USS Dwight D. Eisenhower e HS-8 “Eight Ballers” imbarcati sulla CV-62 USS Independence parteciparono all'operazione Desert Shield, queste portaerei rientrarono negli USA e vennero sostituite da altre sei impiegate per Desert Storm. Gli SH-3H vennero ampiamente impiegati per la ricerca ed eliminazione delle mine marine, il reparto migliore era il HS-9 Sea Griffins imbarcato sulla CVN-71 USS Theodore Roosevelt. I Sea King SH-3G del VC-6 “Skeet of the fleet” sono stati impiegati come elicotteri da trasporto e per la teleguida dei droni Pioneer usati per la direzione del tiro dei cannoni da 406 mm delle corazzate BB-63 USS Missouri e BB-64 USS Wisconsin. I Sea King SH-3H dell'U.S. Navy sono stati impiegati per controllare le navi mercantili in transito per fare rispettare l'embargo deciso dall'ONU contro l'Iraq e per la ricerca e distruzione delle mine marine. Cinque HH-3E (67-14703, 67-14707, 67-14718, 67-14724 e 69-05798) del 71st Special Operation Squadron di base a Davis-Monthan in Arizona vennero trasferiti sulla base di King Faid in Arabia Saudita ed impiegati per missioni CSAR.
Negli anni novanta gli HH-3F Pelican dell'USCG sono stati sostituiti dagli HH-60J Jayhawk dotati di maggiore autonomia ma minore volume interno. Negli anni novanta i CH-3E e HH-3E dell'USAF sono stati sostituiti dai HH-60G Pave Hawk per le missioni di CSAR e di appoggio alle forze speciali. Negli anni novanta il Sea King è stato sostituito nell'U.S. Navy dall'SH-60 Sea Hawk per le missioni antisommergibile e di ricerca e soccorso. È stato ancora impiegato per trasporto per alcuni anni, gli ultimi in servizio nell'Helicopter Combat Support Squadron 2 (HC-2) ” Fleet Angels” sulla base aeronavale (Naval Air Station, NAS) di Norfolk in Virginia, sono stati radiati il 27 gennaio 2006. Il Sea King è tuttora l'elicottero presidenziale americano gestito dall'US Marine Corps, quando il presidente è a bordo è denominato Marine One. I VH-3 saranno sostituiti con il VH-71, denominazione militare americana dell'EH-101. Il primo prototipo ha compiuto il primo volo il 3 luglio 2007, attualmente è in valutazione da parte dell'USMC, la consegna del primo è prevista per l'ottobre 2009.
- United States Marine Corps Aviation

11 VH-3A da trasporto VIP ed un singolo UH-3D da trasporto (da radiare entro il 2022), sono in carico all'HMX-1 Marine Helicopter Squadron "Nighthawks" che si occupa del trasporto a corto raggio del Presidente degli Stati Uniti d'America.
 Ucraina
- Marina militare ucraina

3 Sea King HU5 ex HeliOperations (in precedenza già appartenuti alla Royal Navy) ceduti dalla Gran Bretagna a novembre 2022, il primo dei quali consegnato il 12 dello stesso mese, il secondo il 21 dicembre successivo, il terzo il 13 maggio 2023. Ulteriori 6 Sea King Mk. 41 ex Marineflieger tedesca donati a gennaio 2024.
 Venezuela
- Ejército Nacional de la República Bolivariana de Venezuela

3 S-61 in servizio al settembre 2018.

## Livree
U.S. Air Force
I primi CH-3B erano inizialmente in metallo naturale, cioè non verniciati, oppure veniva usato un colore argento su tutto l'elicottero. A partire dal 1965 venne introdotta anche per gli H-3 la livrea usata per la maggior parte dei caccia ed aerei d'attacco al suolo nel sud-est asiatico con le superfici superiori e laterali a chiazze di marrone FS30219, verde scuro FS34079, verde medio FS34102 e grigio chiaro FS36622 per tutte le superfici inferiori. Nel 1982 venne introdotta anche per gli H-3 una nuova livrea a chiazze di grigio medio FS36118, verde scuro FS34092 e verde medio FS34102 sull'intero elicottero. Gli HH-3E inviati a King Faid per Desert Storm avevano una livrea desertica a chiazze di marrone FS20400 e sabbia FS33690 sull'intero elicottero.
U.S. Navy
I Sea King dell'U.S. Navy erano inizialmente interamente blu mare lucido FS15042, a volte con muso e coda arancio FS12197. Negli anni sessanta venne introdotta una livrea interamente grigio scuro F26081. Un'altra livrea usata era bianco lucido FS17875 sulle superfici superiori e laterali e grigio chiaro opaco FS36440 sulle superfici inferiori.
USMC
I VH-3A erano interamente verde oliva lucido FS14097, in seguito la parte superiore della fusoliera è diventata bianco lucido FS17875, livrea mantenuta per i VH-3D.
USCG
Gli HH-3F Pelican dell'USCG erano bianco lucido FS17875 con muso, coda ed una fascia diagonale in fusoliera arancio 12197.
Danimarca
Inizialmente gli S-61A erano in metallo naturale, in seguito sono passati ad una livrea a con grigio scuro sulle superfici superiori e laterali e grigio medio sulle superfici inferiori.
Giappone
I Sea King della Japan Maritime Self Defence Force erano bianco lucido FS17875 sulle superfici superiori e laterali e grigio chiaro opaco FS36440 sulle superfici inferiori.
Italia
Gli HH-3F Pelican dell'A.M. portano tuttora la livrea usata in fino a pochi anni fa da tutti gli aerei da caccia ed attacco al suolo dell'A.M., cioè con le superfici superiori e laterali a chiazze di verde scuro FS34086 e grigio scuro FS36132 e tutte le superfici inferiori in metallo naturale.
Regno Unito
I Sea King della Royal Navy sono interamente grigio scuro FS36044, ad eccezione dei Commando che sono interamente verde scuro FS34098 e degli elicotteri da ricerca e soccorso che sono interamente giallo FS33538.